# Семилетняя война
Семиле́тняя война́ (1756—1763) — крупный военный конфликт XVIII века, один из самых масштабных конфликтов Нового времени. Семилетняя война шла как в Европе, так и за океаном: в Северной Америке, в странах Карибского бассейна, в Индии, на Филиппинах. В войне приняли участие все европейские великие державы того времени, а также большинство средних и мелких государств Европы и даже некоторые индейские племена. Уинстоном Черчиллем война даже была названа «первой мировой войной».
Войну считают колониальной, так как в ней столкнулись интересы метрополий колониальных империй Великобритании, Франции, Португалии и Испании, а также первой окопной — из-за применения в войне большого количества редутов и других быстровозводимых укреплений — и первой артиллерийской войной: число пушек в ней с 1756 года — 2 на 1000 штыков, с 1759 года — 3—4 пушки на 1000 штыков и 5—6 пушек в 1761 году.
Основное противостояние в Европе происходило между Австрией и Пруссией из-за Силезии, потерянной Австрией в предыдущих Силезских войнах. Поэтому Семилетнюю войну называют также третьей Силезской войной. Первая Силезская война (1740—1742) и Вторая Силезская война (1744—1748) являются составной частью Войны за австрийское наследство. В шведской историографии война известна как Померанская война (швед. Pommerska kriget), а в Индии как «Третья Карнатикская война» (англ. The Third Carnatic War). Североамериканский театр Семилетней войны известен также под названиями «Война с французами и индейцами» (англ. French and Indian War) или «Война завоевания» (фр. Guerre de la Conquête).
Обозначение «Cемилетняя» война получила в 1780-х годах, до того о ней говорили как о «недавней войне».

## Причины войны

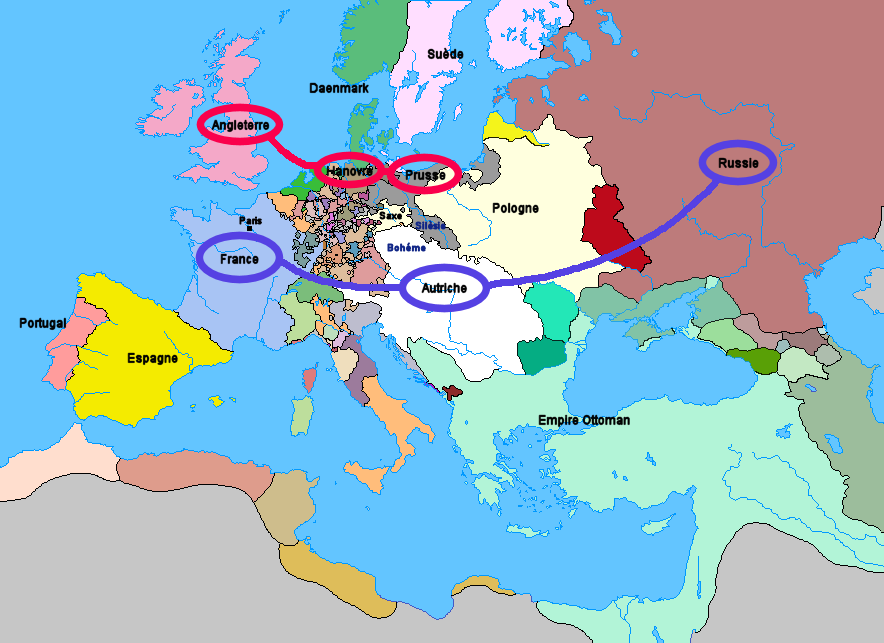
Противоборствующие коалиции в Европе 1756 года

Первые выстрелы Семилетней европейской войны раздались задолго до её официального объявления, и не в Европе, а за океаном. В 1754—1755 годах англо-французское колониальное соперничество в Северной Америке привело к пограничным стычкам между английскими и французскими колонистами. К лету 1755 года столкновения вылились в открытый вооружённый конфликт, в котором начали участвовать и индейцы-союзники, и регулярные воинские части (см. Североамериканский театр Семилетней войны). В 1756 году Великобритания официально объявила войну Франции.

### «Переворачивание альянсов»

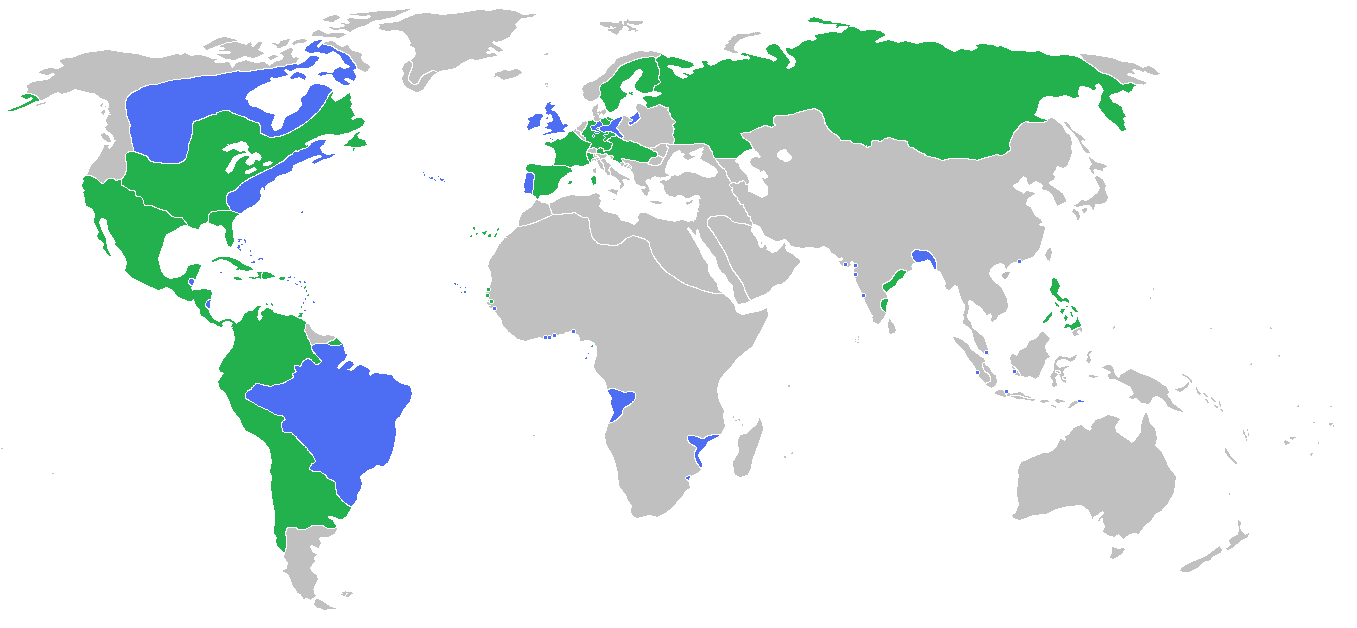
Участники Семилетней войны. Синий: англо-прусская коалиция. Зелёный: антипрусская коалиция

Этот межгосударственный конфликт нарушил сложившуюся в Европе систему военно-политических союзов и вызвал внешнеполитическую переориентацию ряда европейских держав, известную как «переворачивание альянсов». Традиционное соперничество между Австрией и Францией за гегемонию на континенте было ослаблено появлением третьей силы: Пруссия, после прихода к власти в 1740 году Фридриха II, начала претендовать на ведущую роль в европейской политике. Победив в Силезских войнах, Фридрих отнял у Австрии Силезию, одну из богатейших австрийских провинций, в результате увеличив территорию Пруссии со 118,9 тыс.км² до 194,8 тыс.км², а население — более чем в два раза (с 2,24 до 5,43 млн человек). Понятно, что Австрия не могла так просто смириться с потерей Силезии.
Начав войну с Францией, Великобритания в январе 1756 года заключила союзный договор с Пруссией, желая тем самым обезопасить себя от угрозы французского нападения на Ганновер, наследственное владение английского короля на континенте. Фридрих, считая войну с Австрией неизбежной и сознавая ограниченность своих ресурсов, сделал ставку на «английское золото», а также на традиционное влияние Англии на Россию, рассчитывая удержать Россию от участия в предстоящей войне и избежать тем самым войны на два фронта. Переоценив влияние Англии на Россию, он, кроме того, явно недооценил возмущение, вызванное его договором с англичанами во Франции. В итоге Фридриху ll впоследствии пришлось воевать с коалицией из трёх сильнейших континентальных держав и их союзников, окрещённой им «союзом трёх баб» (Мария-Терезия, Елизавета и мадам Помпадур). Тем не менее за шутками прусского короля в отношении его противниц скрывалась неуверенность в собственных силах: силы в войне на континенте были слишком неравными, а не имеющая сильной сухопутной армии Англия мало чем могла ему помочь, если не считать субсидий.
Заключение англо-прусского союза подтолкнуло Австрию, жаждущую реванша, пойти на сближение со своим старым врагом — Францией, для которой Пруссия отныне также стала врагом. Ги Бретон приводит в своей книге исторический анекдот: ещё больше франко-прусские разногласия усугубились в конце 1755 года, когда Франция вела переговоры о возобновлении договора, заключённого с Фридрихом; усилиями маркизы Помпадур в Потсдам был послан Вольтер, состоявший в длительной переписке с королём, с особым поручением попытаться уговорить Фридриха. Однако король Пруссии, к неудовольствию маркизы, фактически отклонил эту попытку, неучтиво ответив философу, что не знает такой дамы и не видит причин считаться с её мнением. Через некоторое время до маркизы дошёл слух, что Фридрих назвал одну из своих собак Помпадур, что привело её в бешенство и заставило искать случая отомстить. До сих пор поддерживавшая Фридриха в первых Силезских войнах и видевшая в Пруссии всего лишь послушное ей орудие сокрушения австрийской мощи, Франция смогла убедиться в том, что Фридрих и не думал считаться с предназначенной ему ролью. Автором нового внешнеполитического курса стал знаменитый австрийский дипломат того времени граф Кауниц. Между Францией и Австрией был подписан в Версале оборонительный союз, к которому в конце 1756 года присоединилась Россия.
В России усиление Пруссии воспринималось как реальная угроза её западным границам и интересам в Прибалтике и на севере Европы. Тесные связи с Австрией, союзный договор с которой был подписан ещё в 1746 году, также повлияли на определение позиции России в назревающем европейском конфликте. Традиционно тесные связи существовали и с Англией. Любопытно, что, разорвав дипломатические отношения с Пруссией задолго до начала войны, Россия, тем не менее, в течение всей войны не порывает дипломатических отношений с Англией.
Ни одна из стран-участниц коалиции не была заинтересована в полном уничтожении Пруссии, рассчитывая использовать её в будущем в своих интересах, однако все они были заинтересованы в ослаблении Пруссии, в возвращении её к границам, существовавшим до Силезских войн. Таким образом, участниками коалиции война велась за реставрацию старой системы политических отношений на континенте, нарушенной результатами Войны за австрийское наследство. Объединившись против общего врага, участники антипрусской коалиции и не думали забывать о своих традиционных разногласиях. Несогласие в стане противника, вызванное противоречивыми интересами и пагубно сказавшееся на ведении войны, явилось в итоге одной из основных причин, позволивших Пруссии устоять в неравном противоборстве.
Вплоть до конца 1757 года, когда успехи новоявленного «Давида» в борьбе с «Голиафом» антипрусской коалиции создали королю клуб поклонников в Германии и за её пределами, никому в Европе не приходило в голову всерьёз считать Фридриха «Великим»: в то время большинство европейцев видело в нём нахального выскочку, которого давно пора поставить на место. Для осуществления этой цели союзники выставили против Пруссии огромную армию в количестве 419 000 солдат. В распоряжении Фридриха II было лишь 200 000 солдат плюс 50 000 защитников Ганновера, нанятых за английские деньги.

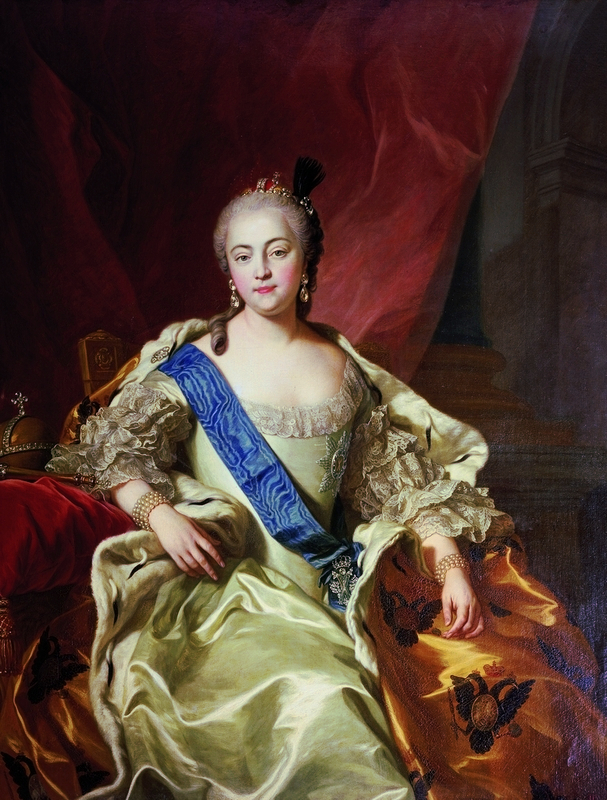
Российская императрица Елизавета Петровна
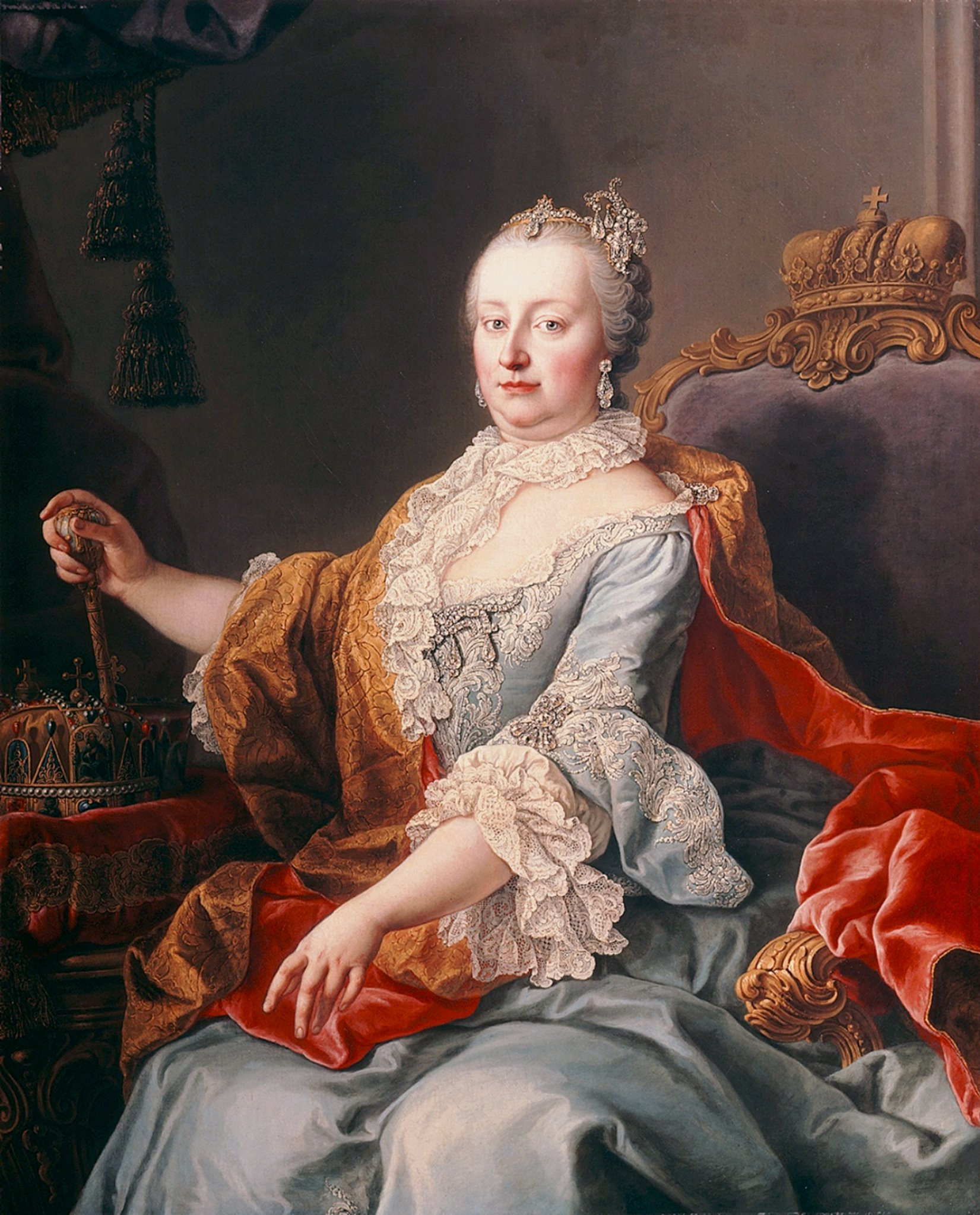
Австрийская императрица Мария Терезия
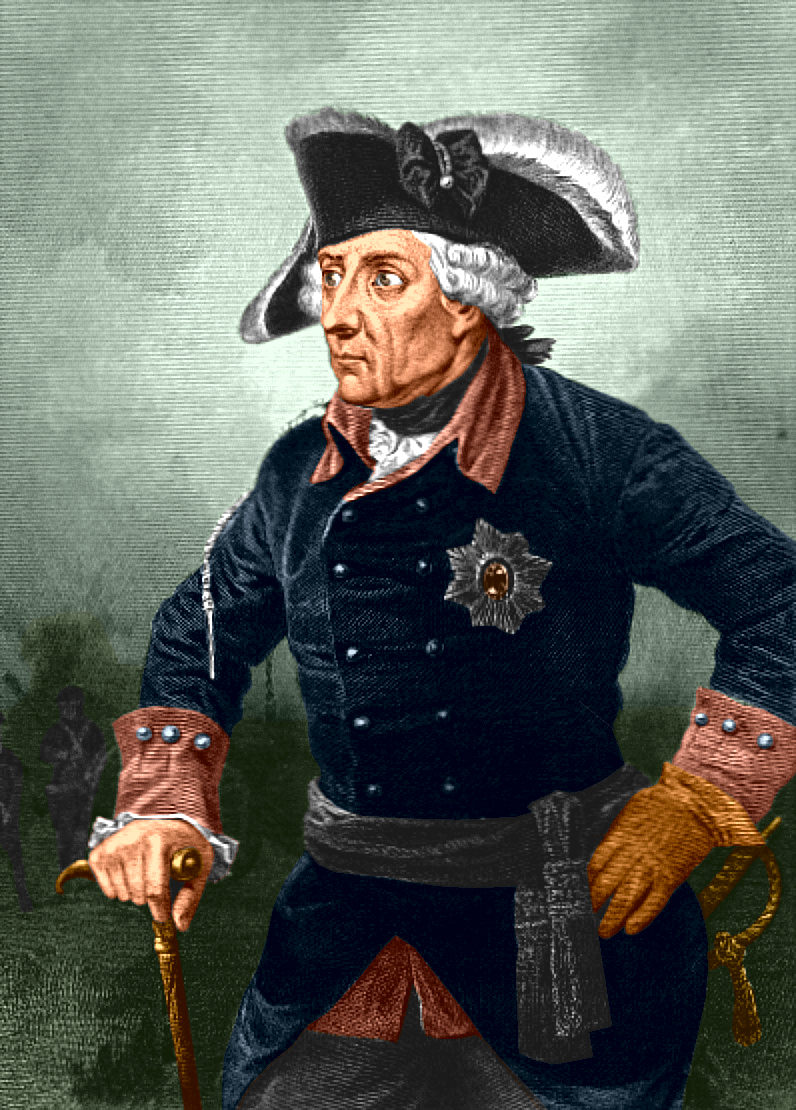
Прусский король Фридрих II
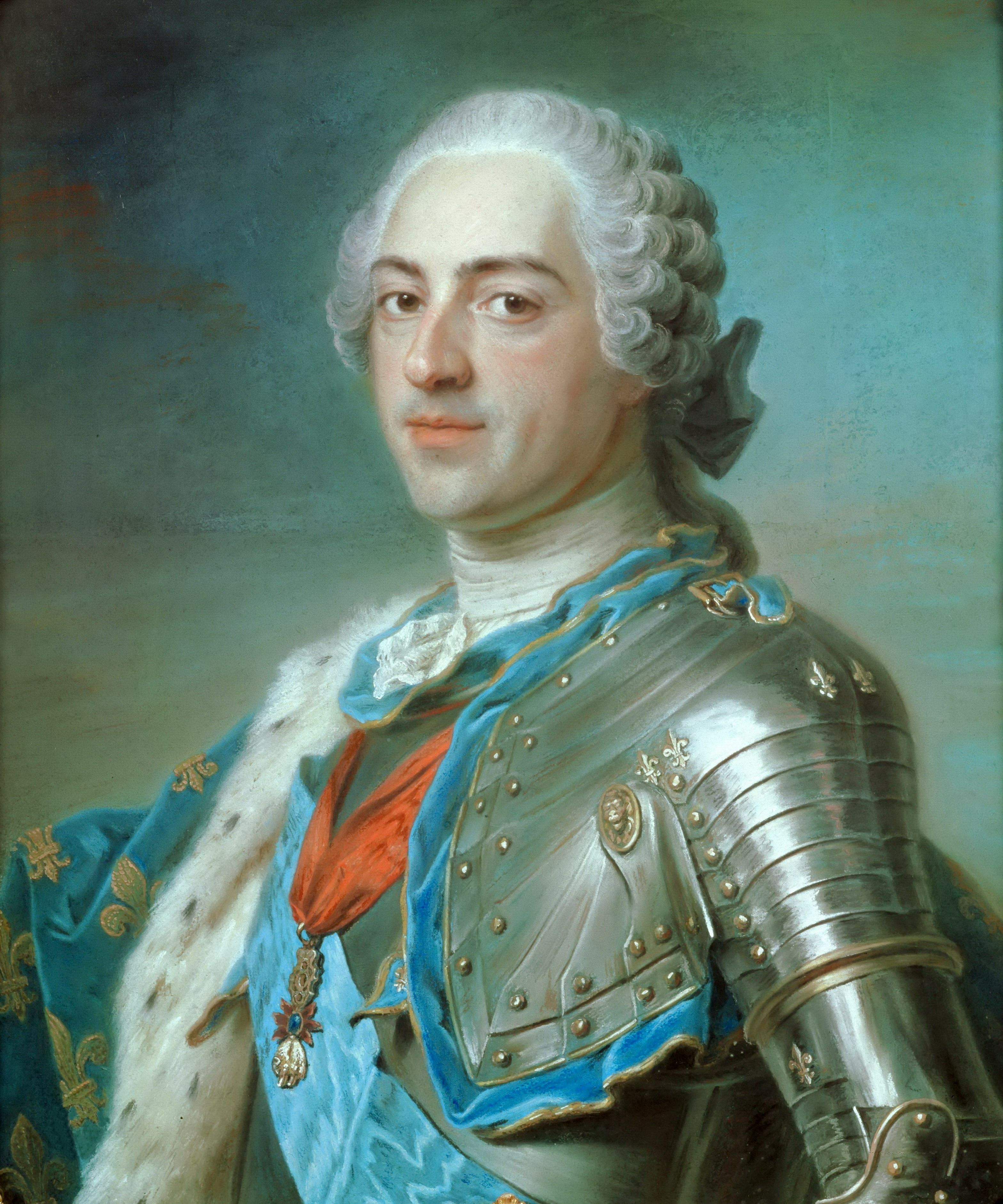
Французский король Людовик XV
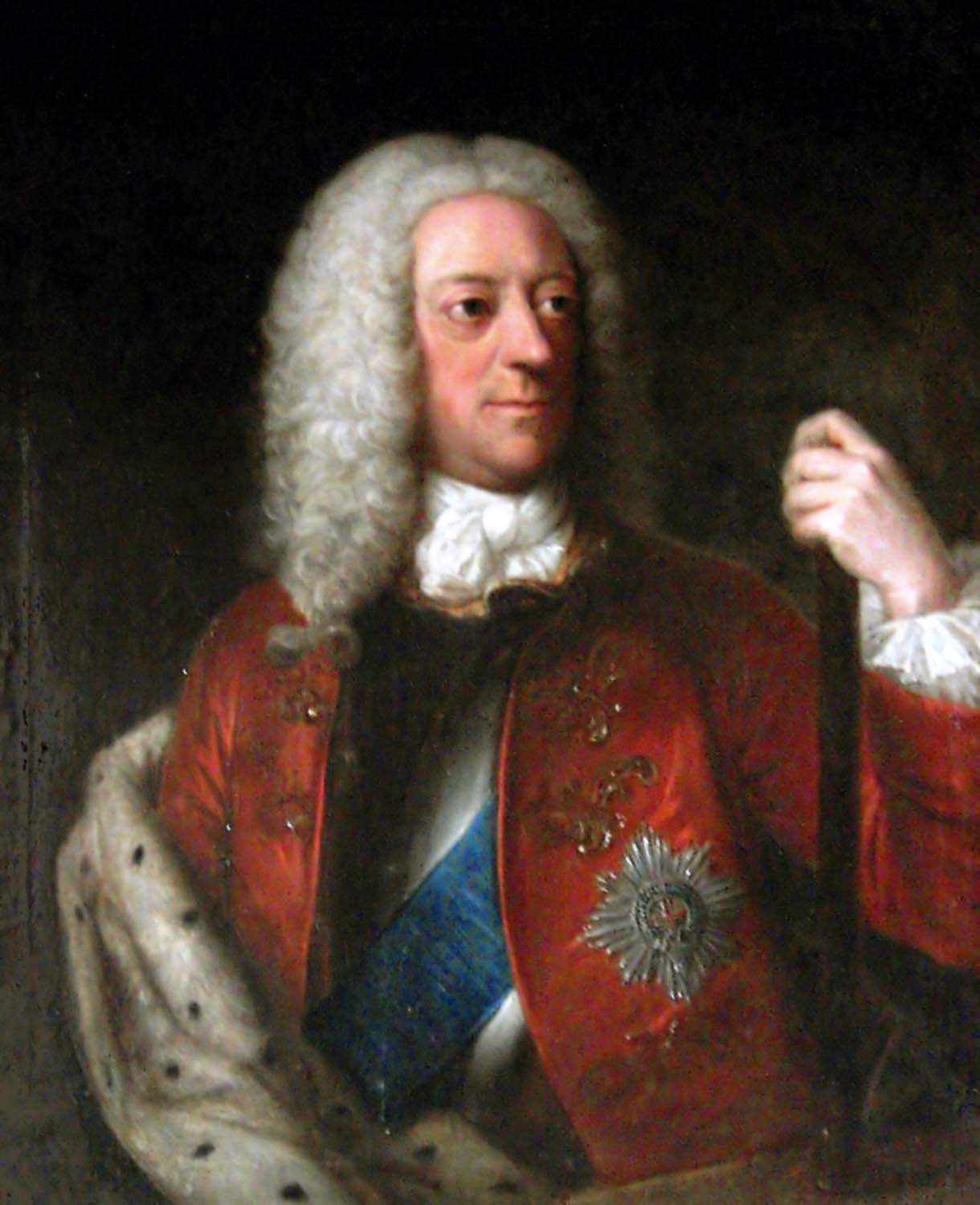
Английский король Георг II

## Европейский театр войны

### 1756 год: нападение на Саксонию
Силы сторон в 1756 году
| Страна         | Войск     |
| -------------- | --------- |
| Пруссия        | 200 тыс.  |
| Ганновер       | 50 тыс.   |
| Англия         | 90 тыс.   |
| Всего          | 340 тыс.  |
| Россия         | 333 тыс.  |
| Австрия        | 200 тыс.  |
| Франция        | 200 тыс.  |
| Испания        | 25 тыс.   |
| Всего союзники | 758 тыс.  |
| Всего          | 1098 тыс. |

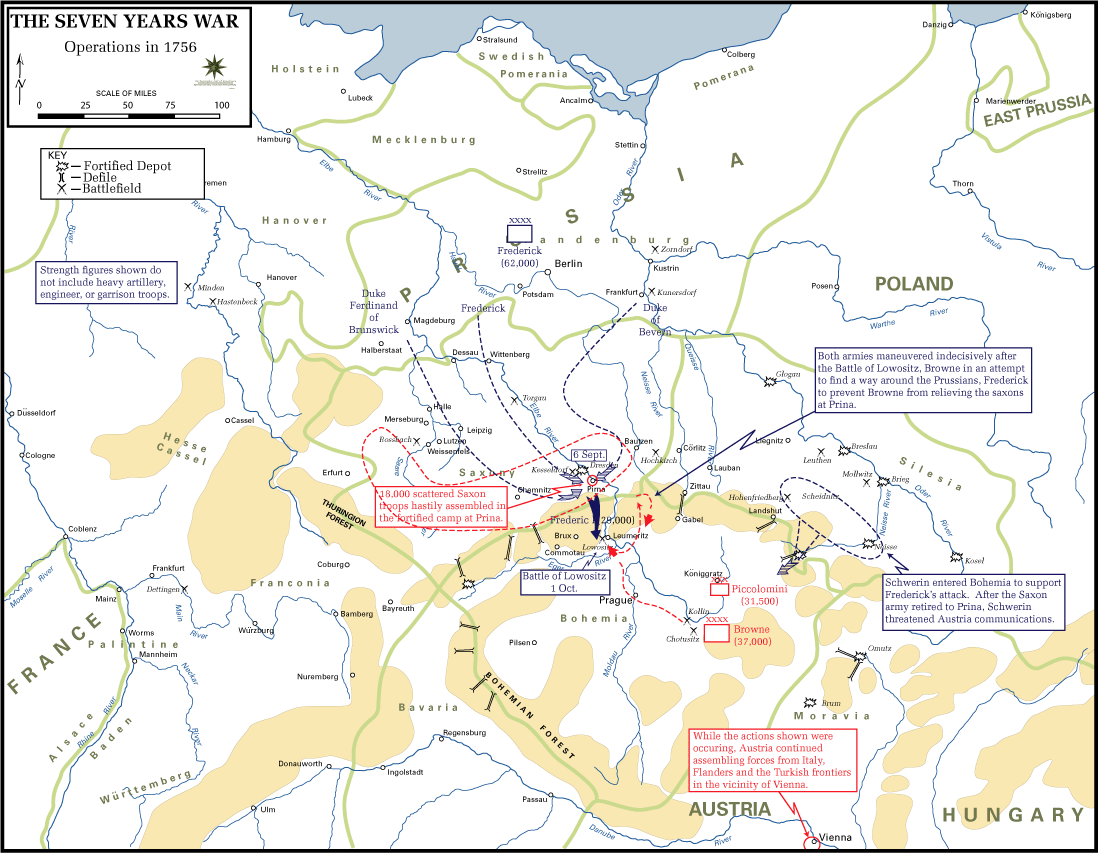
Военные действия в Европе в 1756 году

Не дожидаясь, пока противники Пруссии развернут свои силы, Фридрих II 28 августа 1756 года первым начал военные действия, внезапно вторгшись в союзную с Австрией и Россией Саксонию, и оккупировав её. 1 (12) сентября 1756 года Елизавета Петровна объявила о выполнении союзных обязательств перед Саксонией и Австрией. 9 сентября пруссаки окружили саксонскую армию, стоявшую лагерем под Пирной. 1 октября шедшая на выручку саксонцам 33,5-тысячная армия австрийского фельдмаршала Броуна была разбита в сражении при Лобозице. Оказавшись в безвыходном положении, 18-тысячная армия Саксонии капитулировала 16 октября. Попавшие в плен саксонские солдаты были силой загнаны в прусскую армию. Позднее они «отблагодарят» Фридриха, перебегая к противнику целыми полками.
Саксония, располагавшая вооружёнными силами размером в средний армейский корпус и к тому же связанная вечными неурядицами в Речи Посполитой (саксонский курфюрст Фридрих Август II являлся по совместительству польским королём), не представляла серьёзной военной угрозы для Пруссии. Агрессия против Саксонии была вызвана намерениями Фридриха:
- использовать Саксонию как удобную операционную базу для вторжения в австрийские Богемию и Моравию, снабжение прусских войск здесь могло быть организовано по водным путям, по Эльбе и Одеру, в то время, как австрийцам пришлось бы использовать неудобные горные дороги;
- перенести войну на территорию противника, заставив его, таким образом, платить за неё;
- использовать людские и материальные ресурсы зажиточной Саксонии для собственного усиления.

Несмотря на это, в германской (не австрийской!) историографии до сих пор принято считать войну со стороны Пруссии оборонительной войной. Аргументация при этом такова, что война всё равно была бы начата Австрией и её союзниками, независимо от того, напал бы Фридрих на Саксонию или нет. Противники такой точки зрения возражают: война началась не в последнюю очередь из-за прусских завоеваний, и первым её актом стала агрессия против слабозащищённого соседа.

### 1757 год: Битвы при Колине, Росбахе и Лейтене
Силы сторон в 1757 году
| Страна                    | Войск    |
| ------------------------- | -------- |
| Пруссия                   | 152 тыс. |
| Ганновер                  | 45 тыс.  |
| Саксония                  | 20 тыс.  |
| Всего                     | 217 тыс. |
| Россия                    | 104 тыс. |
| Австрия                   | 174 тыс. |
| Священная Римская империя | 30 тыс.  |
| Швеция                    | 22 тыс.  |
| Франция                   | 134 тыс. |
| Всего союзники            | 464 тыс. |
| Всего                     | 681 тыс. |

#### Богемия, Силезия

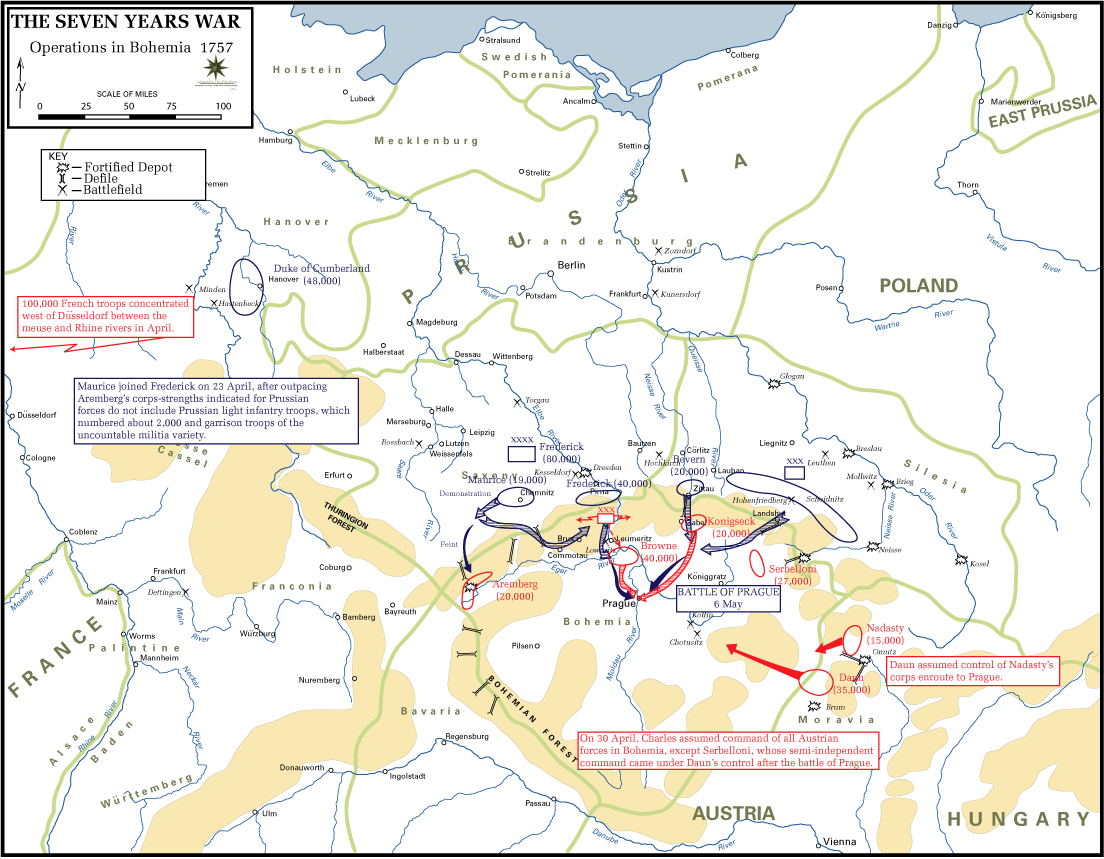
Боевые действия в Богемии в 1757 году

Усилив себя поглощением Саксонии, Фридрих в то же время добился и противоположного эффекта, заставив выступить против него не только Австрию и Францию, но и Россию и подстегнув своих противников к активным наступательным действиям. Теперь ему ничего не оставалось, кроме, пользуясь немецким выражением, «бегства вперёд» (нем. Flucht nach vorne). Рассчитывая на то, что Франция и Россия не смогут вступить в войну раньше лета, Фридрих решил действовать наступательно и разбить Австрию до подхода её союзников. Австрийская же армия намеревалась оставаться в обороне и только при подходе союзников атаковать Фридриха со всех сторон. Поэтому генерал Броун разделил свою армию на четыре корпуса для прикрытия Богемии.
В конце апреля 1757 года прусская армия, вступила на территорию австрийской Богемии пятью колоннами, которыми командовали фельдмаршал Шверин, герцог Бевернский, Мориц Ангальт-Дессауский, Генрих Прусский и сам Фридрих. Колонна герцога Бевернского (16 000 человек) вышла к Рейхенбергу, где встретила австрийский корпус графа Кёнигсегга и сходу атаковала противника. Сражение при Рейхенсберге длилось пять часов, австрийцы отступили, потеряв 1800 человек, при потерях в 300 человек у прусской колонны. Двигаясь дальше, герцог соединился с колонной Шверина, которая уже разбила большой отряд австрийской армии при Альт-Бунцлау, хотя и потеряла в этих боях генерала Вартемберга. Утром 6 мая все прусские колонны сконцентрировалось около Праги, кроме отрядов Морица и Кейта, которые не смогли переправиться через реку Молдава.

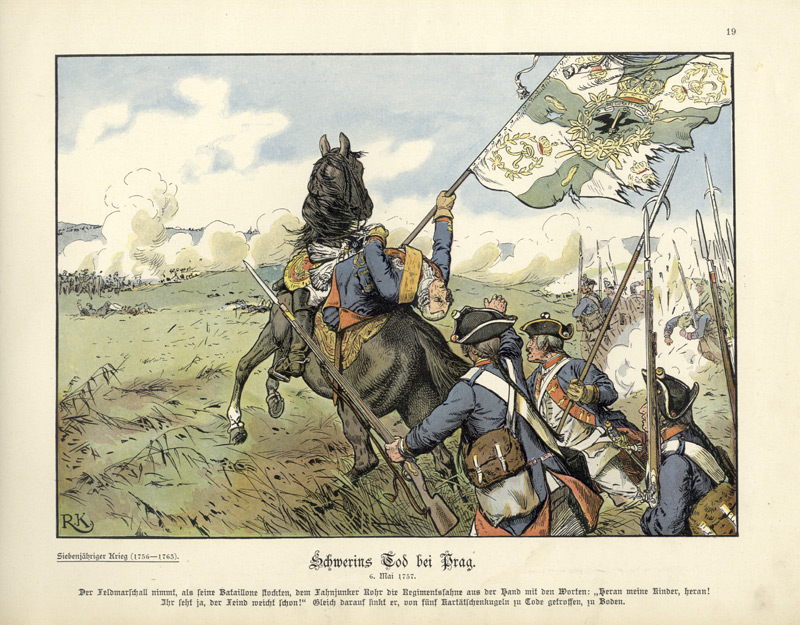
Гибель Шверина в сражении под Прагой

Австрийская армия принца Лотарингского насчитывала 60 тысяч солдат и стояла под Прагой в укреплённом лагере. Неожиданно для австрийцев прусская пехота перешла болота и атаковала противника, но была остановлена огнём артиллерии. Тогда в бой пошла прусская кавалерия и со второй попытки отбросила австрийскую кавалерию, которая, отступая, расстроила ряды своей пехоты. Шверин в это время привёл в порядок пехоту, спешился, и лично взял в руки знамя, чтобы возглавить атаку, но сразу же был убит картечью. Многие генералы в тот день, подражая Шверину, вели полки в атаку, спешившись. Левый австрийский фланг ещё держался, но Фердинанд Брауншвейгский атаковал его с фланга и тыла, и обратил в бегство. Разбитая австрийская армия отступила в Прагу.
Фридрих осадил Прагу и потребовал капитуляции австрийской армии, но получил отказ. В Вене были уверены, что армия легко вырвется из окружения, но многочисленные вылазки не дали результата. Прага не готовилась к осаде, запасов продовольствия не было, а нужно было кормить армию численностью 50 000 человек и 80 000 жителей города. За три недели осады прусская артиллерия почти полностью разрушила Новый город и еврейский квартал. Положение Австрии было отчаянным: армия была блокирована в Праге и могла сдаться в любой момент, Вена не была готова к обороне, а союзники были далеко, поэтому Мария-Терезия была готова на мир на любых условиях, но Фридрих не соглашался на переговоры. Надежда оставалась только на армию фельдмаршала Дауна, который не успел принять участия в Пражском сражении и теперь стоял в укреплённом лагере на горах у Коллина.
Армия Дауна состояла из 14 000 человек его собственных войск, к которым присоединились 16 000 солдат, бежавших с поля боя под Прагой и ещё несколько отдельных имперских отрядов. Общая численность его армии в итоге составила около 60 000 человек. Против него действовал сначала отряд герцога Бевернского, а потом к нему присоединился сам Фридрих с отрядом в 12 000 человек. 18 июня он атаковал Дауна и началось сражение при Колине. Фридрих планировал обойти противника и атаковать его с правого фланга, но бой пошёл не по плану и пруссаки атаковали противника во фронт. Полки Гюльзена, принца Генриха и Беверна были отбиты, а потом попали под атаку саксонской кавалерии и понесли большие потери. Погибла почти вся лейб-гвардия Фридриха. Он отступил к Нимбургу и там собрал остатки своих войск. Это было первое поражение в карьере Фридриха. Его мать София-Доротея скончалась, узнав об этом разгроме. Осада Праги, которая длилась 44 дня, была снята 20 июня. Прусская армия без потерь отступила через Богемские горы в Саксонию.
Вскоре возникшая в Тюрингии со стороны французов и Имперской армии угроза вынудила его отбыть туда с основными силами. Имея с этого момента значительное численное превосходство, австрийцы одержали ряд побед над генералами Фридриха (при Мойсе 7 сентября, при Бреслау 22 ноября) и захватили ключевые силезские крепости Швейдниц (ныне Свидница, Польша) и Бреслау (ныне Вроцлав, Польша).
В октябре 1757 года австрийскому генералу Хадику удалось внезапным рейдом на Берлин на короткое время захватить столицу Пруссии, город Берлин
Отведя угрозу со стороны французов и австрийцев, Фридрих II перебросил сорокатысячную армию в Силезию и 5 декабря одержал решительную победу над австрийской армией в сражении при Лейтене. В результате этой победы было восстановлено существовавшее в начале года положение. Таким образом, итогом кампании стала «боевая ничья».

#### Французское вторжение в Ганновер
Весной 1757 года в войну вступила Франция, армия которой считалась одной из сильнейших в Европе, уступая только русской.
В апреле 70 тысяч французов под командованием маршала Луи д’Эстре заняли Гессен-Кассель и затем Ганновер, нанеся поражение тридцатитысячному ганноверскому войску.
Вторая, сорокатрёхтысячная армия, французов и имперцев под командованием принца Шарля де Субиза в августе 1757 года подошла к Эйзенаху, угрожая вторжением в Пруссию. 4 ноября Фридрих II около Росбаха (ныне часть города Браунсбедра в Саксонии близ Мерзебурга) дал себя окружить, и пока его окружали, он готовился к битве (в основном спал, по данным из дневников очевидцев). Французские генералы, считая, что они окружили пруссаков, устроили застолье и отправили королю Людовику известие о победе и взятии Фридриха в плен. 5 ноября в окрестностях села Росбах прусская армия численностью 22 тысяч человек внезапным ударом наголову разгромила французов. К концу битвы потери пруссаков были минимальные(по разным данным 100—200 человек). Остатки французской армии бежали, и во Франции их встретили с позором. После поражения во Франции началось движение против войны и было даже покушение на Людовика XV.

#### Восточная Пруссия

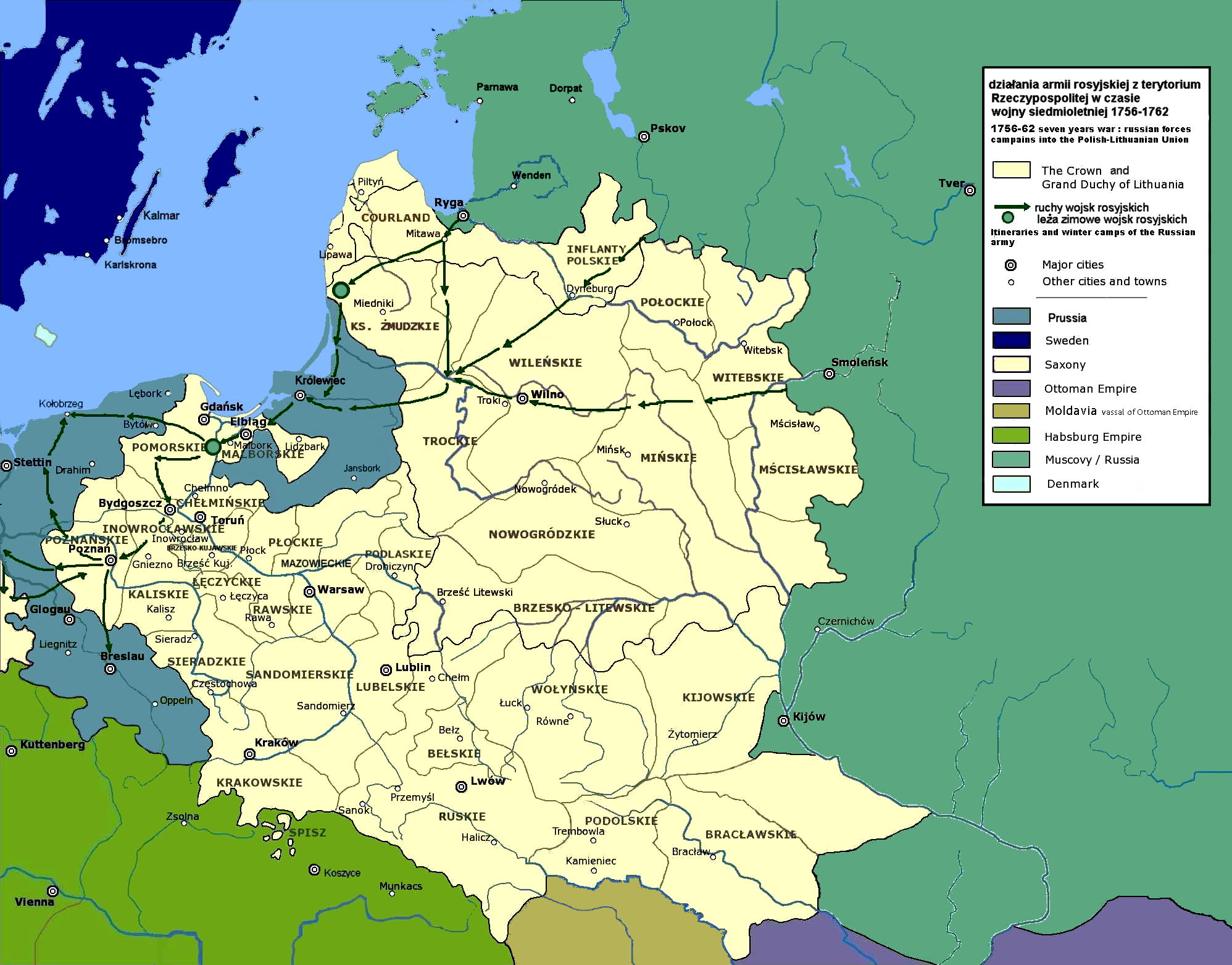
Наступление русских войск в 1757—1761

Летом 1757 года боевые действия начала Россия. Её армия под командованием 54-летнего фельдмаршала С. Ф. Апраксина в составе 65 тысяч солдат, включая большое количество казаков и калмыков, прибыла в Курляндию, не получив от руководства конкретных указаний. Поскольку и сам Апраксин всячески старался не предпринимать никаких резких шагов, то армия находилась в неопределённом состоянии. Наконец, фельдмаршал получил приказ действовать в Восточной Пруссии. Поход был начат в мае 1757 года, но перейти прусскую границу Апраксин решился только в середине июля. Военные действия развивались для России успешно: корпус генерала Виллима Фермора при помощи Балтийского флота бомбардировал и взял осадой город Мемель, а первое серьёзное столкновение основной русской армии с пруссаками при Гросс-Егерсдорфе завершилось решительной победой русского оружия (несмотря на то, что пруссаки неожиданно напали на русскую армию на марше, они были вскоре опрокинуты). Тем не менее 27 августа на военном совете армии было решено отступить из Восточной Пруссии, по слухам, Апраксин боялся, что тяжело больную в то время Елизавету со дня на день может сменить на престоле Пётр III, известный своей любовью к Пруссии и её порядкам. Сам Апраксин оправдывал своё отступление следующим образом:
Суровость времени и недостаток в здешней земле провианта и фуража, равно как изнурённая совсем кавалерия и изнемогшая пехота, суть важнейшими причинами, кои меня побудили, для соблюдения вверенной мне армии, принять резолюцию чрез реку Неман перебраться и к своим границам приближиться. Сие самое препятствием было над побеждённым неприятелем дальнейшие прогрессы производить. … нашед … многие главнейшие и человеческим разумом непреодолимые препятствия от рановременных по здешнему климату ненастей и морозов и не могучи воли Божией противиться, с наичувствительнейшим моим и всего генералитета сокрушением, не в сходство высочайшую вашего величества намерения и в противность нашего искреннейшего желания поступить и сие к границам приближение за лучший к соблюдению армии способ тем паче избрать принуждён был, что, удержав Тильзит и реку Неман, також, расположа армию в сей завоёванной Пруссии, так от недостатка провианта и фуража, как и от разделения по частям армии для сбережения завоёванных мест конечная погибель всему войску нанесена была б.
Русская армия отошла из Восточной Пруссии обратно в Курляндию. Однако Елизавета Петровна вскоре выздоровела, а 16 октября 1757 года генерал-фельдмаршал Апраксин был снят с должности главнокомандующего, отозван в Петербург и арестован (6 августа 1758 года умер в тюрьме).

#### Побережье Балтийского моря
Швеция, также воюющая против Пруссии, занимает в 1757 году ряд небольших, слабо защищённых городов в Померании. Переброшенный сюда после ухода русских из Восточной Пруссии фельдмаршал Левальд, командовавший прусскими войсками в битве при Гросс-Егерсдорфе, быстро восстанавливает положение, шведы осаждены в Штральзунде.

### 1758 год. Битвы при Цорндорфе и Хохкирхе

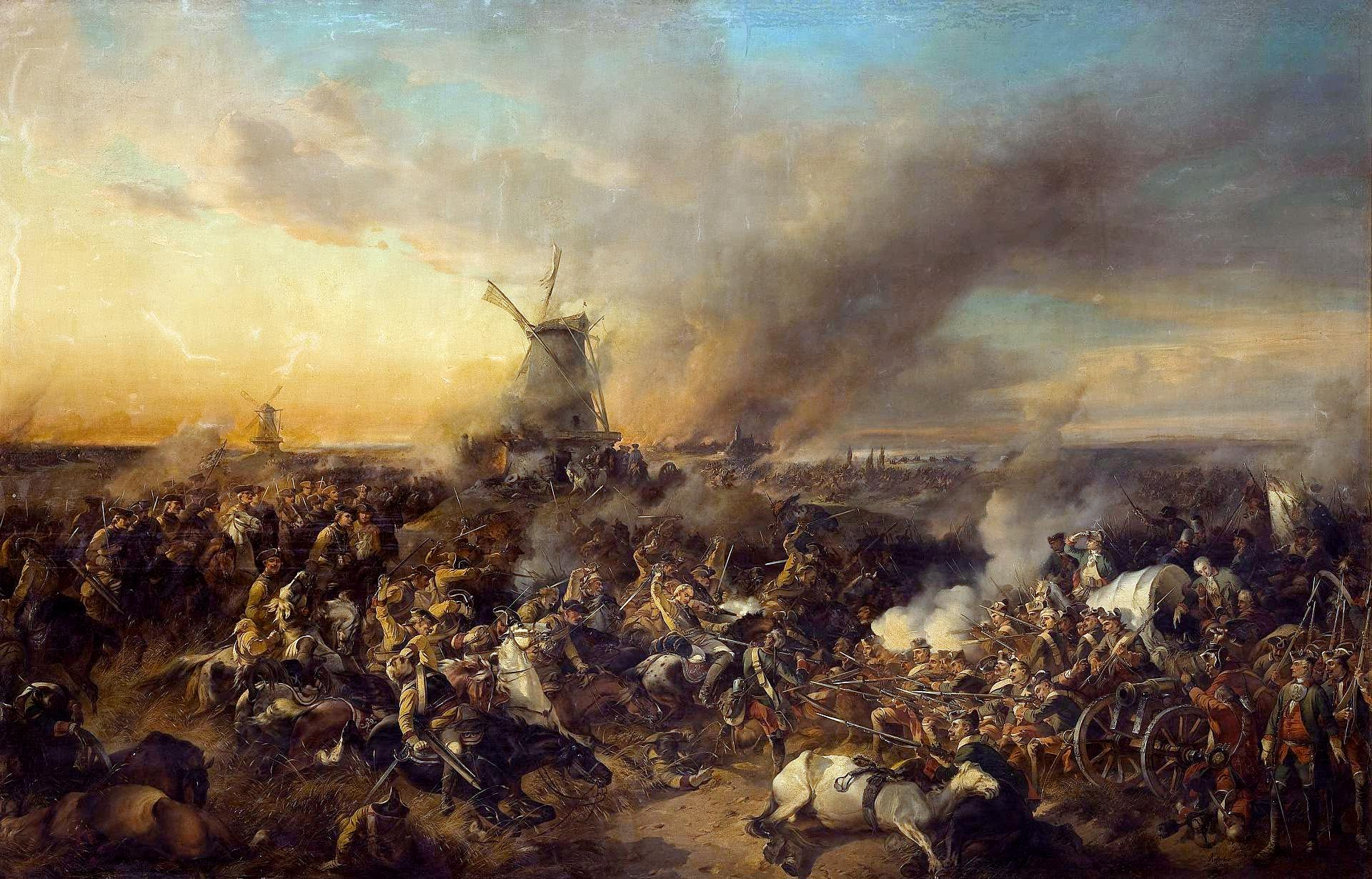
А. Коцебу. «Цорндорфское сражение» (1852)

Новым главнокомандующим русских стал генерал-аншеф Виллим Виллимович Фермор. В начале 1758 года он занял, не встречая сопротивления, всю Восточную Пруссию, включая её столицу, город Кёнигсберг, направившись затем в сторону Бранденбурга. В августе он осадил Кюстрин — ключевую крепость на пути к Берлину. Фридрих незамедлительно двинулся ему навстречу. Григорий Орлов захватил в плен прусского адъютанта графа Шверина, который передал ценную информацию. У русских было 42 тысяч солдат при 240 орудиях, у Фридриха — 33 тысяч солдат при 116 орудиях. Сражение произошло 14 августа у деревни Цорндорф (ныне село Сарбиново) и, начавшись «по правилам», в итоге распалось на множество отдельных боёв. Позже военный историк Клаузевиц назвал сражение самым странным сражением Семилетней войны, имея в виду его хаотичный, непредсказуемый ход. В разгар сражения Фермор оставил армию, некоторое время не руководил ею и появился лишь к концу. Битва выявила несколько больших проблем в русской армии: недостаточное взаимодействие отдельных частей, слабый боевой дух Обсервационного корпуса (т. н. «шуваловцев»), наконец, поставило под сомнение компетентность самого главнокомандующего. Обе стороны дрались до полного изнеможения и понесли огромные потери: русская армия потеряла 16 тысяч человек, пруссаки — 11 тысяч. Поле битвы осталось за русскими, что по неписанным законам того времени позволило им считаться победителями. Упорство противника заставил Фридриха изменить своё мнение о русской армии.
В связи с большими потерями Фермор отвёл свою армию к Висле. Следуя за русскими некоторое время, Фридрих II в итоге тоже развернул войска и двинулся в Саксонию, в которую к этому времени вошли австрийцы. Генерал Пальмбах, посланный Фермором осаждать Кольберг, долго простоял под стенами крепости, так ничего и не совершив. Отход русских войск в Польшу заставил Швецию отказаться от вторжения в Бранденбург. Воспользовавшись отсутствием основного прусского контингента, австрийским войскам удалось занять почти всю Силезию.
Фридрих II планировал открыть путь в центр Австрии внезапной осадой Оломоуца. Благодаря стенам, укрепленным после войны за австрийское наследство, австрийцы смогли успешно защитить крепость Оломоуц. 14 октября австрийцам, действовавшим в южной Саксонии, удалось нанести поражение Фридриху при Хохкирхе и попытались взять Дрезден, но потерпели неудачу. В конце ноября австрийский командующий Даун увёл свои войска обратно в Богемию.
По соглашению от 11 апреля 1758 года Великобритания обещала Пруссии 4,5 миллиона талеров и формирование новой армии в Ганновере.
Успешней складывалась для пруссаков война с французами, которых они за год побили трижды: при Рейнберге, при Крефельде и при Мере. В целом, хотя кампания 1758 года и завершилась для пруссаков более или менее удачно, она дополнительно ослабила прусские войска, понёсшие за три года войны значительные, для Фридриха невосполнимые, потери: с 1756 по 1758 год он потерял, не считая попавших в плен, 43 генерала убитыми или умершими от полученных в сражениях ран, среди них лучших своих военачальников, таких, как Кейт, Винтерфельд, Шверин, Мориц фон Дессау и других.
Российский флот в кампанию 1758 года совместно с шведской эскадрой крейсировал у Датских проливов в готовности воспрепятствовать возможному появлению английского флота в Балтийское море, а также блокировал порты и побережье Пруссии.

### 1759 год: Разгром Пруссии при Кунерсдорфе, первое «чудо Бранденбургского дома»
Силы сторон в 1759 году
| Страна                  | Войск    |
| ----------------------- | -------- |
| Пруссия                 | 220 тыс. |
| Всего                   | 220 тыс. |
| Россия                  | 50 тыс.  |
| Австрия                 | 155 тыс. |
| Имперский союз Германии | 45 тыс.  |
| Швеция                  | 16 тыс.  |
| Франция                 | 125 тыс. |
| Всего союзники          | 391 тыс. |
| Всего                   | 611 тыс. |

8 (19) мая 1759 года главнокомандующим российской армией, сосредоточенной на тот момент в Познани, вместо В. В. Фермора был неожиданно назначен генерал-аншеф П. С. Салтыков (причины отставки Фермора не до конца ясны, известно, однако, что Санкт-Петербургская конференция неоднократно выражала неудовольствие отчётами Фермора, их нерегулярностью и запутанностью, Фермор не мог отчитаться в расходовании значительных сумм на содержание войска.
Возможно, на решение об отставке повлияли и нерешительный исход сражения при Цорндорфе и неудачные осады Кюстрина и Кольберга).
7 июля 1759 года 40-тысячная русская армия выступила на запад к реке Одер, в направлении города Кросен, намереваясь там соединиться с австрийскими войсками. Дебют нового главнокомандующего был удачен: 23 июля в сражении при Пальциге (Каё) он наголову разбил 28-тысячный корпус прусского генерала Веделя. 3 августа 1759 года союзники встретились в городе Франкфурт-на-Одере, за 3 дня перед этим занятом русскими войсками.
В это время прусский король с армией 48 тысяч человек, располагавшей 200 орудиями, двигался навстречу противнику с юга. 10 августа он переправился на правый берег реки Одер и занял позицию восточнее селения Кунерсдорф.
12 августа 1759 года произошло прославленное сражение Семилетней войны — Кунерсдорфское сражение.
Фридрих был наголову разбит, из 48-тысячной армии у него, по собственному признанию, не осталось и 3 тысяч солдат.
«По правде говоря, — писал он своему министру после битвы, — я верю в то, что всё потеряно. Гибели моего Отечества я не переживу. Прощайте навсегда».
После победы при Кунерсдорфе союзникам оставалось лишь нанести последний удар, взять Берлин, дорога на который была свободна, и тем принудить Пруссию к капитуляции, однако разногласия в их стане не позволили им использовать победу и закончить войну. Вместо наступления на Берлин они увели свои войска прочь, обвиняя друг друга в нарушении союзнических обязательств. Сам Фридрих назвал своё неожиданное спасение «чудом Бранденбургского дома». Фридрих спасся, но неудачи продолжали преследовать его до конца года: 20 ноября австрийцам, совместно с имперскими войсками, удалось окружить и принудить к позорной, без боя, сдаче 15-тысячный корпус прусского генерала Финка при Максене.

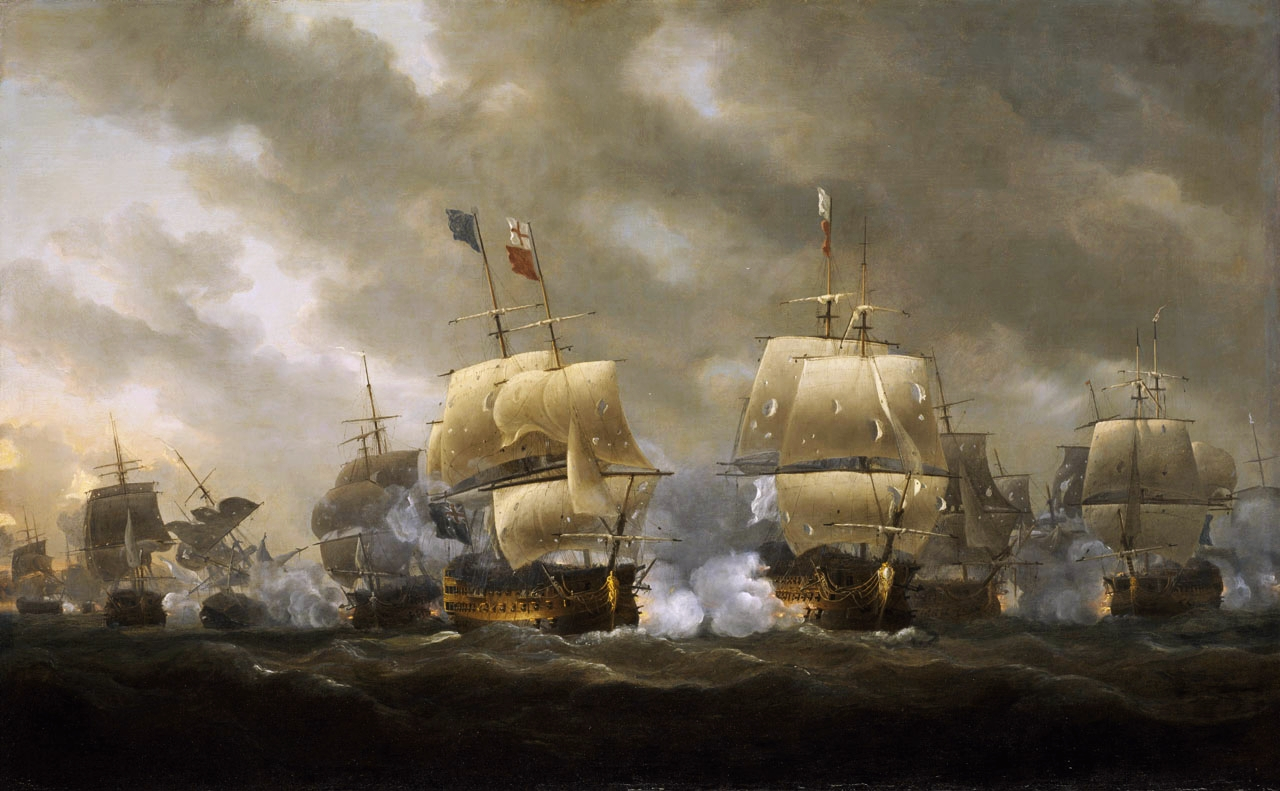
Николас Покок. «Битва в Квиберонском заливе» (в 1759 г.), 1812

Тяжёлые поражения 1759 года побудили Фридриха обратиться к Англии с инициативой созыва мирного конгресса. Англичане поддержали её тем охотней, что они, со своей стороны, считали основные цели в этой войне достигнутыми.
25 ноября 1759 года, через 5 дней после Максена, представителям России, Австрии и Франции было передано в Рысвике приглашение на мирный конгресс. Франция сигнализировала своё участие, однако дело кончилось ничем из-за непримиримой позиции, занятой Россией и Австрией, рассчитывавшими использовать победы 1759 года для нанесения Пруссии завершающего удара в кампании следующего года.
Между тем Англия на море победила французский флот в Киберонском заливе в ноябре 1759 г.
Итоги года:
Полный разгром прусской армии. В результате одержанной победы дорога для наступления союзников на Берлин была открыта. Пруссия оказалась на грани катастрофы. «Всё потеряно, спасайте двор и архивы!» — панически писал Фридрих II. Однако преследование не было организовано. Это дало возможность Фридриху собрать войско и приготовиться к обороне Берлина. От окончательного поражения Пруссию спасло лишь так называемое «первое чудо Бранденбургского дома».

### 1760 год: Пиррова победа Фридриха при Торгау
Силы сторон в 1760 году
| Страна         | Войск    |
| -------------- | -------- |
| Пруссия        | 200 тыс. |
| Всего          | 200 тыс. |
| Австрия        | 90 тыс.  |
| Всего союзники | 375 тыс. |
| Всего          | 575 тыс. |

Война, таким образом, продолжалась. В 1760 году Фридрих с трудом довёл численность своей армии до 200 тысяч солдат. Франко-австро-российские войска к этому времени насчитывали до 375 тысяч солдат. Впрочем, как и в прежние годы, численное превосходство союзников было сведено на нет отсутствием единого плана и несогласованностью в действиях.
Прусский король, пытаясь воспрепятствовать действиям австрийцев в Силезии, 1 августа 1760 года переправил свою 30-тысячную армию через Эльбу и, при пассивном преследовании австрийцев, к 7 августа прибыл в район Лигница. Вводя в заблуждение более сильного противника (у фельдмаршала Дауна к этому времени было около 90 тысяч солдат), Фридрих II вначале активно маневрировал, а затем решил прорваться к Бреслау. Пока Фридрих и Даун взаимно изматывали войска своими маршами и контрмаршами, австрийский корпус генерала Лаудона 15 августа в районе Лигница внезапно столкнулся с прусскими войсками. Фридрих II неожиданно атаковал и разбил корпус Лаудона, австрийцы потеряли до 10 тысяч убитыми и 6 тысяч пленёнными. Фридрих, потерявший в этом сражении около 2 тысяч человек убитыми и ранеными, сумел вырваться из окружения.
Едва избежав окружения, прусский король чуть не потерял собственную столицу. 3 октября (22 сентября) 1760 г деташемент генерал-майора Тотлебена штурмует Берлин. Штурм отбит, и Тотлебену приходится отойти к Кёпенику, где дожидаться назначенных в подкрепление корпусов генерал-поручика З. Г. Чернышёва (усилен 8-тысячным корпусом Панина) и австрийского корпуса генерала Ласси.
Вечером 8 октября на военном совете в Берлине ввиду подавляющего численного превосходства противника было принято решение об отступлении, и той же ночью прусские войска, защищавшие город, уходят к Шпандау, оставив в городе гарнизон в качестве «объекта» капитуляции.

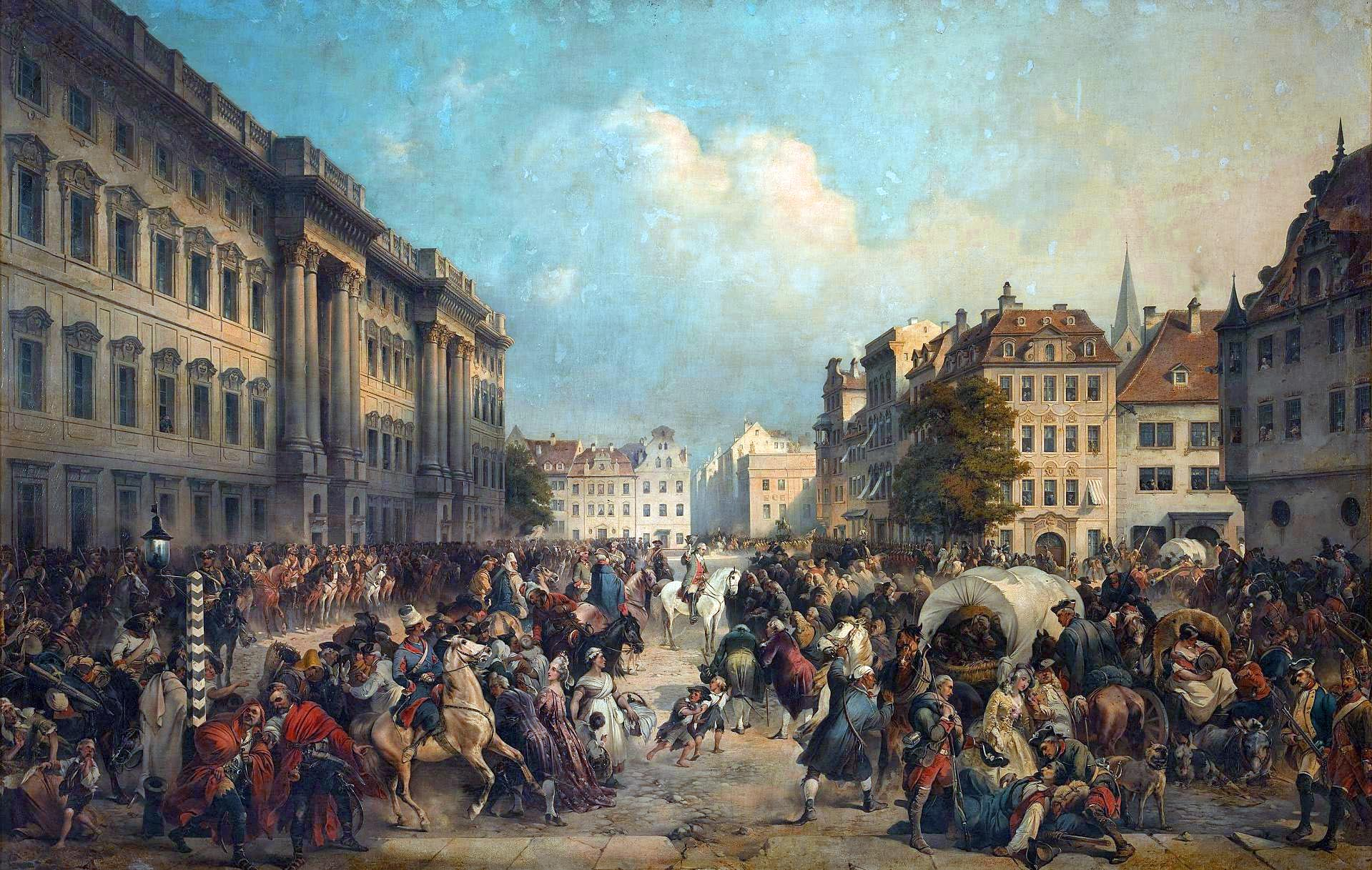
Капитуляция Берлина 28 сентября 1760 года. Картина Александра Коцебу

Гарнизон приносит капитуляцию Тотлебену, как генералу, первым осадившему Берлин. Ввиду очевидной символичности такой капитуляции, ставящей под сомнение вопрос «чести» преследования противника, для которого важнее сохранение войска, отдавшего город врагу, корпус Панина и казаки Краснощёкова отправляются вдогонку спасающемуся бегством неприятелю; успешно разбивают прусский арьергард и захватывают более 1 тысячи пленных.
Утром 9 октября 1760 года русский отряд Тотлебена и австрийцы (последние в нарушение условий капитуляции) вступают в Берлин. В городе были захвачены орудия и ружья, взорваны пороховые и оружейные склады. На население была наложена контрибуция. При известии о приближении Фридриха с большими силами пруссаков, русские и австрийцы, за недостатком войск для удержания столицы Пруссии, оставили город[когда?].
Получив в пути известие об оставлении союзниками Берлина, Фридрих поворачивает в Саксонию. В то время, как он вёл военные действия в Силезии, Имперской армии удалось вытеснить оставленные в Саксонии для заслона слабые силы пруссаков, Саксония потеряна для Фридриха. Этого он допустить никак не может: людские и материальные ресурсы Саксонии необходимы ему для продолжения войны.
3 ноября 1760 у Торгау состоится последнее крупное сражение Семилетней войны. Его отличает невероятная ожесточённость, победа клонится то на одну, то на другую сторону несколько раз в течение дня. Австрийский командующий Даун успевает отправить гонца в Вену с вестью о разгроме пруссаков и лишь к 9 вечера становится ясно, что он поторопился. Фридрих выходит победителем, однако это Пиррова победа: за один день он потерял 40 % своей армии. Восполнить подобные потери он более не в состоянии, в последний период войны он вынужден отказаться от наступательных действий и предоставить инициативу своим противникам в надежде, что они по своей нерешительности и неповоротливости не смогут ей как следует воспользоваться.
На второстепенных театрах войны противникам Фридриха сопутствуют некоторые успехи: шведам удаётся утвердиться в Померании, французам — в Гессене.
Итоги года: Потери обеих сторон огромны: более 16 тысяч у пруссаков, около 16 тысяч (по другим данным, более 17 тысяч) у австрийцев. От австрийской императрицы Марии Терезии их действительная величина скрывалась, но и Фридрих запретил публикацию списков погибших. Для него понесённые потери невосполнимы: в последние годы войны основным источником пополнения прусской армии являются военнопленные. Загнанные силой в прусскую службу, они при любом удобном случае перебегают к противнику целыми батальонами. Прусская армия не только сокращается, но и утрачивает свои качества. Её сохранение, будучи вопросом жизни и смерти, становится отныне основной заботой Фридриха и вынуждает его отказаться от активных наступательных действий. Последние годы Семилетней войны заполнены маршами и манёврами, крупных сражений, подобных сражениям начального этапа войны, не происходит.
Победа при Торгау достигнута, значительная часть Саксонии (но не вся Саксония) возвращена Фридрихом, но это не та окончательная победа, ради которой он был готов «рискнуть всем». Война продлится ещё три долгих года.

### 1761—1763 годы: второе «чудо Бранденбургского дома»
Силы сторон в 1761 году
| Страна                  | Войск    |
| ----------------------- | -------- |
| Пруссия                 | 106 тыс. |
| Всего                   | 106 тыс. |
| Австрия                 | 140 тыс. |
| Франция                 | 140 тыс. |
| Имперский союз Германии | 20 тыс.  |
| Россия                  | 90 тыс.  |
| Всего союзники          | 390 тыс. |
| Всего                   | 496 тыс. |

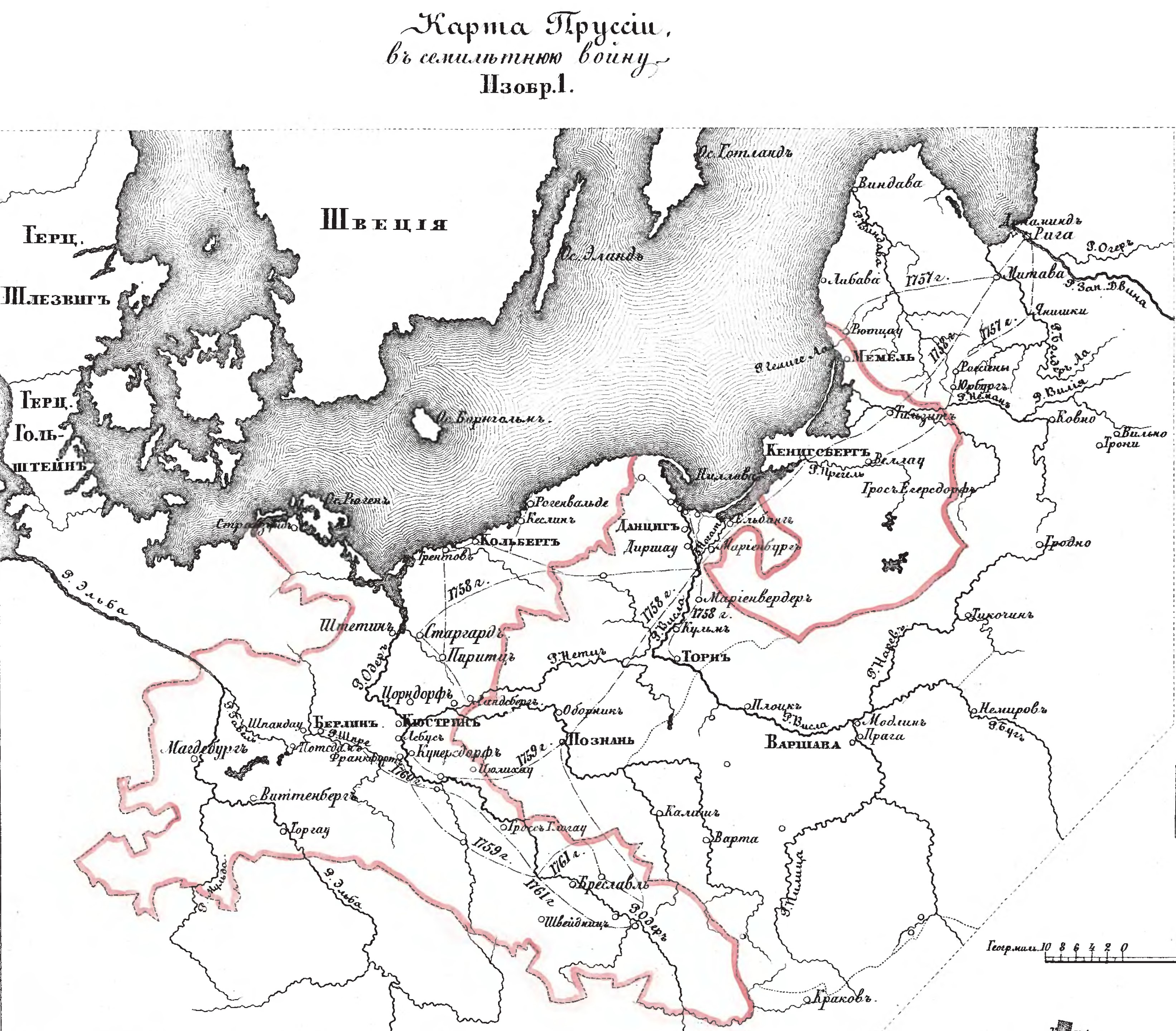
Карта Пруссии в Семилетнюю войну (1866 г.)

В 1761 году сколько-нибудь значительных столкновений не происходит: война ведётся в основном маневрированием. Австрийскому генералу Лаудону с небольшим отрядом (включавшим 800 русских гренадеров) неожиданным ночным штурмом удаётся вновь овладеть Швейдницем, русские войска под командованием генерала Румянцева после длительной упорной осады берут Кольберг (ныне Колобжег), что открывает перед русской армией возможность начать весной 1762 г. боевые действия прямым ударом на Берлин, используя крепость-порт Кольберг как тыловую базу. Взятие Кольберга явится единственным крупным событием кампании 1761 года в Европе.

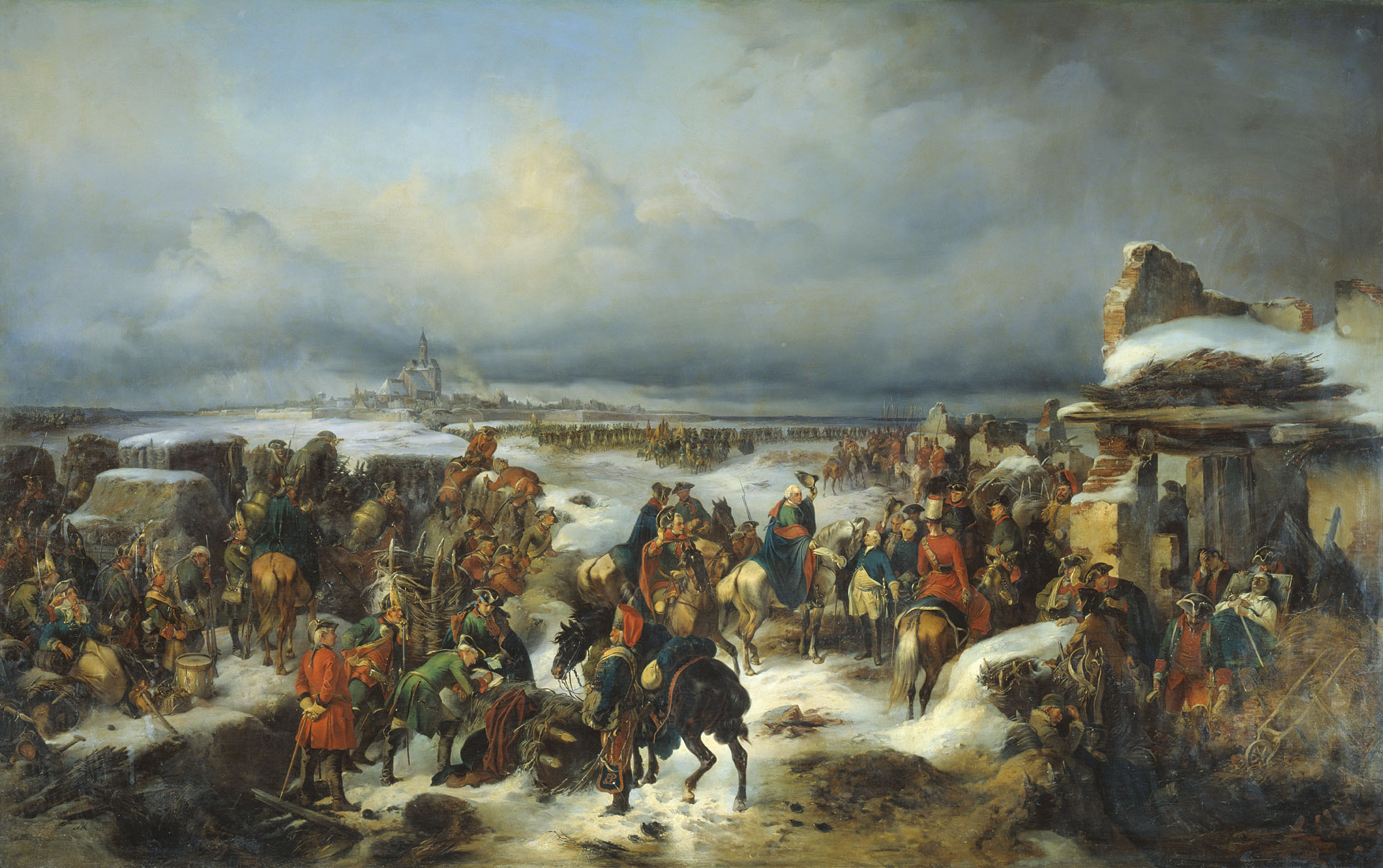
Художник А. Коцебу. «Взятие крепости Кольберг в ходе Семилетней войны». Холст, масло. 1852 год. 226х352 см
На картине изображено взятие крепости русскими войсками в 1761 году.

Никто в Европе, не исключая самого Фридриха, в это время не верил, что Пруссии удастся избежать поражения: ресурсы маленькой страны были несоизмеримы с мощью её противников, и чем дальше война продолжалась, тем большее значение приобретал этот фактор. И вот тогда, когда Фридрих уже активно зондировал через посредников возможность начала мирных переговоров, умирает его непримиримая противница, императрица Елизавета Петровна, заявившая однажды о своей решимости продолжать войну до победного конца, даже если бы ей пришлось для этого продать половину своих платьев.
25 декабря 1761 года на российский престол взошёл Пётр III, который спас от поражения Пруссию, заключив Петербургский мир с Фридрихом, своим давним кумиром.
Пётр III предоставил Фридриху корпус под началом графа З. Г. Чернышёва для войны против австрийцев, своих недавних союзников, и отказался от всех занятых русскими войсками территорий (Восточная Пруссия с Кёнигсбергом, жители которой, в том числе Иммануил Кант, уже несколько лет как присягнули на верность русской короне). Целью российской политики при Елизавете Петровне было не обязательно удержание Восточной Пруссии, а — усиление Австрии возвращением Силезии, чтобы сделать союз с Австрией против турок более важным и действительным. «Одолживши Польшу доставлением ей Восточной Пруссии, взамен хотели получить не только Курляндию, но и такое округление границ с польской стороны, благодаря которому не только пресеклись бы беспрестанные о них хлопоты и беспокойства, но, быть может, и получен был бы способ соединить торговлю Балтийского и Чёрного морей и сосредоточить всю торговлю с Ближним Востоком в руках России».
Силы сторон в 1762 году
| Страна         | Войск    |
| -------------- | -------- |
| Пруссия        | 60 тыс.  |
| Всего союзники | 300 тыс. |
| Всего          | 360 тыс. |

Политика Петра III вызвала возмущение в российском высшем обществе, способствовала падению его популярности и, в конечном итоге, его свержению.
Петру III не могли простить и пренебрежение российскими государственными интересами в угоду Фридриху II, что показывает и первая редакция манифеста Екатерины о свержении Петра III. Кроме того, Пётр III своей неосторожной политикой также затронул интересы российской гвардии, которая в то время практически решала — тому или другому монарху сидеть на престоле Российской империи. Пётр был отстранён от власти и вскоре умер при «невыясненных» обстоятельствах. Свергнувшая его Екатерина II отозвала корпус Чернышёва, не только подтвердив мир, заключённый её супругом, но выводом войск отдала обратно Фридриху все российские приобретения в этой войне без денежной компенсации.
Фридриху это также было на́ руку. В то время, как его противники заметно выдыхались, он обрёл, благодаря событиям в России, второе дыхание, и ему вновь сопутствовал успех. В последний период войны произошли 2 битвы, значительные по числу участников, но многократно уступающие битвам начального периода войны по ожесточению и потерям: при Буркерсдорфе 21 июля 1762 года и при Фрайберге 29 октября того же года. В обеих победу одержали пруссаки.
В первой из этих битв пассивное участие принимал корпус Чернышёва, получившего к тому времени приказ Екатерины об отходе, но задержавшего, по просьбе Фридриха, отход на 3 дня. Не зная, что противник в действительности малочисленней, так как русские войска не могут вступить в сражение и находятся в составе прусской армии на положении наблюдателей, австрийцы отступили.
При Фрайберге победу одержал брат Фридриха, также талантливый полководец, принц Генрих Прусский. И, наконец, летом того же года в Гессене французы дважды, при Вильгельмстале и Лутерберге, потерпели поражения.

## Североамериканский театр войны

Северная Америка в 1750. Голубым цветом показаны французские колонии, розовым и полосатым — британские, оранжевым — испанские

### Англо-французское колониальное соперничество, 1754—1756

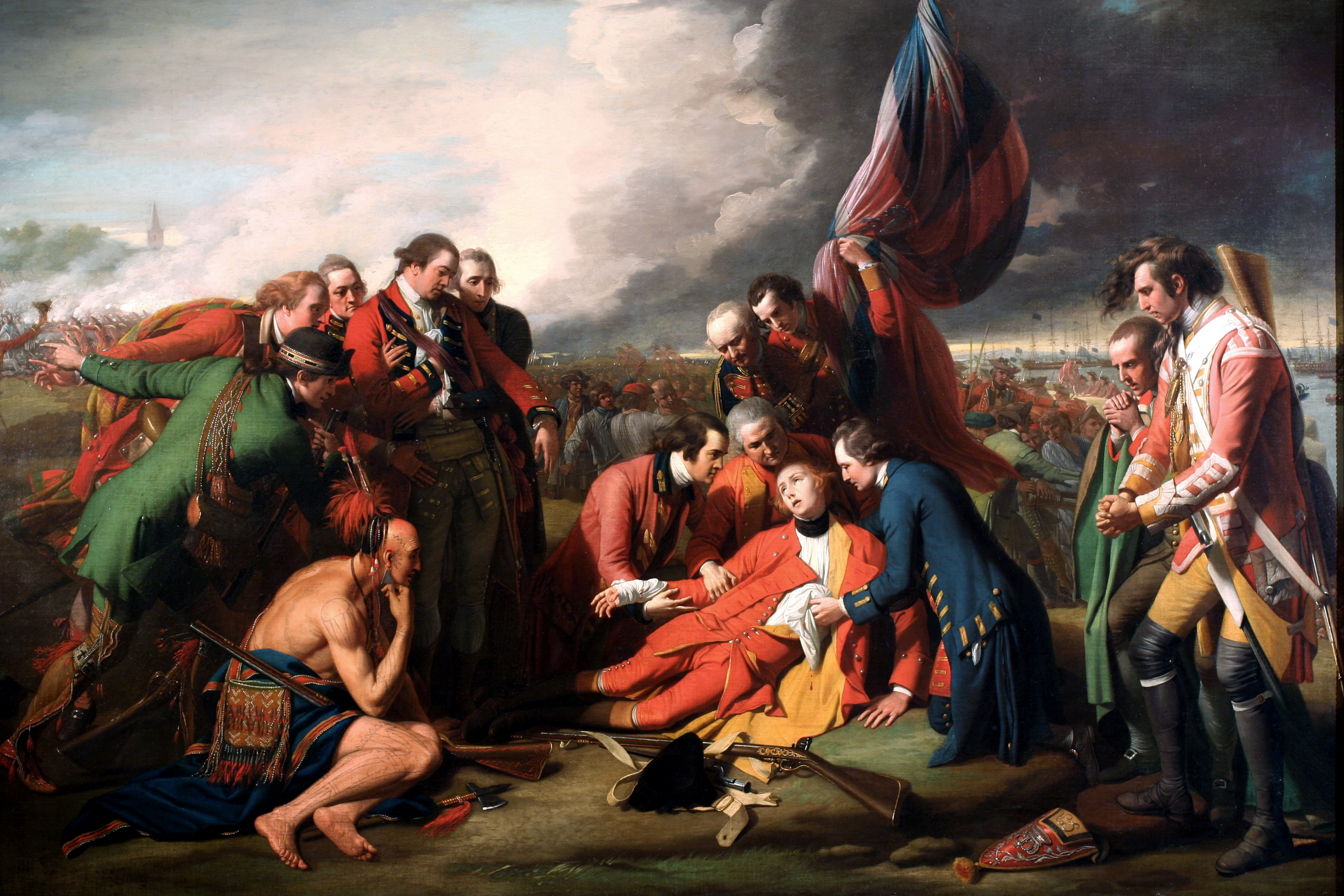
Бенджамин Вест. «Смерть генерала Вольфа». На картине показана также битва при Квебеке

| Год, дата                | Событие                                                                        |
| ------------------------ | ------------------------------------------------------------------------------ |
| 28 мая 1754 года         | Стычка у Грейт-Мидоуз                                                          |
| 4 июля 1754 года         | Сдача форта Нессесети французам                                                |
| апрель-октябрь 1754 года | Экспедиция против форта Ниагара                                                |
| 1 октября 1754 года      | Мирный договор между английской Ост-индской и французской Индийской компаниями |
| 8 июня 1755 года         | Морская битва между англичанами и французами у Ньюфаундленда                   |
| июнь 1755 года           | Капитуляция французских фортов Босэжур и Жаспэро                               |
| 9 июля 1755 года         | Битва при Мононгахеле                                                          |
| 8 сентября 1755 года     | Битва на озере Джордж                                                          |
| 27 марта 1756 года       | Штурм форта Булл                                                               |
| 17 мая 1756 года         | Англия официально объявляет войну Франции                                      |

### 1759 год, Северная Америка: Битва при Квебеке, Франция теряет Канаду
Тем временем на американском континенте тоже шла война. Французские колонии Новой Франции оказались под угрозой. 13 сентября 1759 года близ Квебека, на так называемой равнине Авраама, произошло решающее сражение между французской и британской армиями.
У французов было 13 000 человек против 9 000 англичан. Англичане были лучше подготовлены и одержали победу. Французы потеряли 1 200 человек, англичане — 650 человек.
18 сентября гарнизон Квебека капитулировал. Французские войска отступили к Монреалю. Англичане взяли этот город в следующем году. Так французы потеряли Канаду.

## Азиатский театр войны

### Индийская кампания
В 1757 году англичане захватили расположенный в Бенгалии французский Чанданнагар, а французы захватили британские фактории в юго-восточной Индии между Мадрасом и Калькуттой.
В 1758—1759 годах шла борьба между флотами за господство в Индийском океане; на суше французы безуспешно осаждали Мадрас.
В конце 1759 года французский флот покинул индийское побережье, а в начале 1760 года французские сухопутные силы были разбиты при Вандиваше.
Осенью 1760 года началась осада Пондишерри, и в начале 1761 года столица Французской Индии капитулировала.

### Английский десант на Филиппинах
В 1762 британская Ост-Индская компания, направив 13 кораблей и 6 830 солдат, завладела Манилой, сломив сопротивление небольшого испанского гарнизона в 600 человек. Компания заключила договор и с султаном Сулу.
Однако британцам не удалось распространить свою власть даже на территорию Лусона.
После окончания Семилетней войны они в 1764 покинули Манилу, а в 1765 завершили эвакуацию с Филиппинских островов.
Британская оккупация придала импульс новым антииспанским восстаниям.

## Центральноамериканский театр войны
После фактической победы у Кап-Франсе над французской эскадрой в 1757 году, в 1759—1762 годах Британия последовательно захватила практически все французские колонии на Наветренных островах (впоследствии по результатам Парижского мирного договора 1763 года Франции были возвращены Мартиника, Гваделупа и Сент-Люсия взамен на передачу Британии Тобаго и средиземноморской Менорки, захваченной французами в 1756 году в ходе Семилетней войны).
В 1762 году испанская Гавана также была захвачена англичанами, которые ввели там режим свободной торговли. По окончании Семилетней войны остров был возвращён испанской короне, но теперь она была вынуждена смягчить прежний жёсткий экономический строй. Скотоводы и плантаторы получили большие возможности в ведении внешней торговли.

## Южноамериканский театр войны
Испанская интервенция
После смерти короля Фернандо VI Испания вступила в войну, подписав «Семейный пакт» с Францией. Испанцы начали наступление на португальскую Колонию-дель-Сакраменто, стратегически важный пункт на берегу реки Ла-Плата. В 1762 году испанские войска под командованием губернатора Буэнос-Айреса Педро Антонио де Севальоса успешно захватили Колонию-дель-Сакраменто.
Британская контратака
В ответ на испанскую интервенцию Великобритания и Португалия предприняли попытку отбить Колонию-дель-Сакраменто. Однако их усилия не увенчались успехом. В ходе сражения британский корабль «Лорд Клайв» был уничтожен, что стало значительным поражением для союзников.
Испанские завоевания
После захвата Колонии-дель-Сакраменто Педро Антонио де Севальос продолжил наступление и захватил несколько португальских крепостей в регионе. Однако, несмотря на успехи на поле боя, Испания была вынуждена вернуть все захваченные территории по условиям Парижского мирного договора 1763 года, который завершил Семилетнюю войну.

## Европейская политика и Семилетняя война. Хронологическая таблица
| Год, дата                                 | Событие                                                                         |
| ----------------------------------------- | ------------------------------------------------------------------------------- |
| 2 июня 1746 года                          | Союзный договор между Россией и Австрией                                        |
| 18 октября 1748 года                      | Аахенский мир Завершение Войны за австрийское наследство                        |
| 16 января 1756 года                       | Вестминстерская конвенция между Пруссией и Англией                              |
| 1 мая 1756 года                           | Оборонительный союз между Францией и Австрией в Версале                         |
| 17 мая 1756 года                          | Англия объявляет войну Франции                                                  |
| 11 января 1757 года                       | Россия присоединяется к Версальскому договору                                   |
| 22 января 1757 года                       | Союзный договор между Россией и Австрией                                        |
| 29 января 1757 года                       | Священная Римская империя объявляет войну Пруссии                               |
| 1 мая 1757 года                           | Наступательный союз между Францией и Австрией в Версале                         |
| 22 января 1758 года                       | Сословия Восточной Пруссии присягают на верность российской короне              |
| 11 апреля 1758 года                       | Договор о субсидиях между Пруссией и Англией                                    |
| 13 апреля 1758 года                       | Договор о субсидиях между Швецией и Францией                                    |
| 4 мая 1758 года                           | Союзный договор между Францией и Данией                                         |
| 7 января 1759 года                        | Продление договора о субсидиях между Пруссией и Англией                         |
| 30-31 января 1759 года                    | Договор о субсидиях между Францией и Австрией                                   |
| 25 ноября 1759 года                       | Декларация Пруссии и Англии о созыве мирного конгресса                          |
| 1 апреля 1760 года                        | Продление союзного договора между Россией и Австрией                            |
| 12 января 1761 года                       | Последнее продление договора о субсидиях между Пруссией и Англией               |
| 2 апреля 1761 года                        | Договор о дружбе и торговле между Пруссией и Турцией                            |
| июнь — июль 1761 года                     | Сепаратные мирные переговоры между Францией и Англией                           |
| 8 августа 1761 года                       | Конвенция между Францией и Испанией о войне с Англией                           |
| 4 января 1762 года                        | Англия объявляет войну Испании                                                  |
| 25 декабря 1761 года (5 января 1762 года) | Смерть Елизаветы Петровны                                                       |
| 4 февраля 1762 года                       | Союзный пакт между Францией и Испанией                                          |
| 5 мая 1762 года                           | Мирный договор между Россией и Пруссией в Санкт-Петербурге                      |
| 22 мая 1762 года                          | Мирный договор между Пруссией и Швецией в Гамбурге                              |
| 19 июня 1762 года                         | Союзный договор между Россией и Пруссией                                        |
| 28 июня 1762 года                         | Переворот в Санкт-Петербурге, свержение Петра III, приход к власти Екатерины II |
| 10 февраля 1763 года                      | Парижский мирный договор между Англией, Францией и Испанией                     |
| 15 февраля 1763 года                      | Губертусбургский мирный договор между Пруссией, Австрией и Саксонией            |

## Военачальники Семилетней войны в Европе

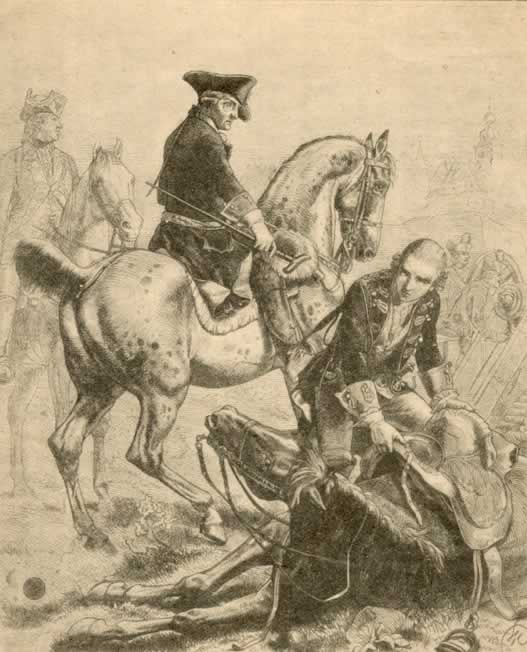
Фридрих II во время Семилетней войны

### Главнокомандующие

#### Пруссия
- Фридрих Великий (1712—1786), имевший то немаловажное преимущество перед всеми остальными командующими, что ему не приходилось ни перед кем отчитываться

#### Австрия

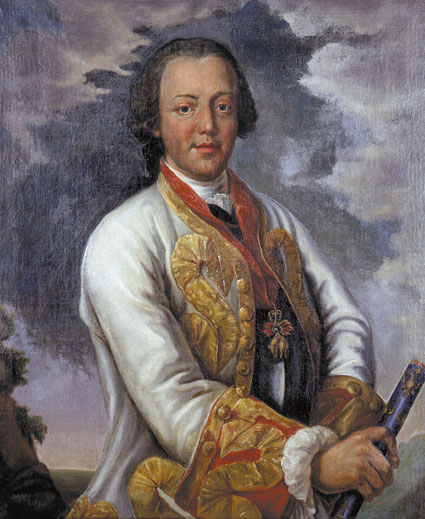
Принц Лотарингский

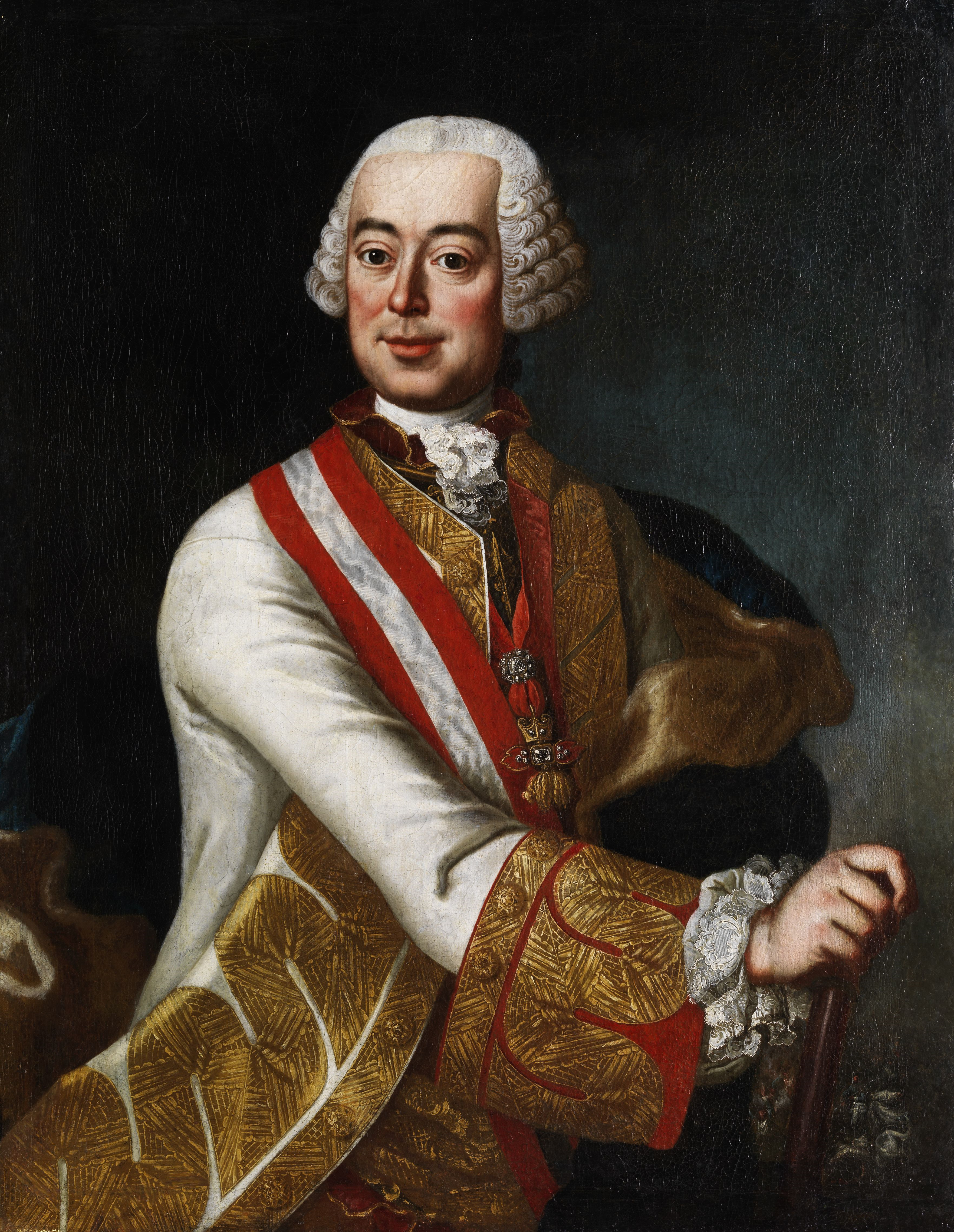
Граф Даун

- Карл Александр, принц Лотарингский (1712—1780), начальный этап войны, сложил верховное командование, проиграв битву при Лейтене
- Леопольд Йозеф, граф Даун (1705—1766)

Над ними стоял гофкригсрат (придворный военный совет), активно контролировавший их из Вены. Графу Дауну удалось под конец совместить функции главнокомандующего и президента гофкригсрата и тем самым обрести некоторую самостоятельность принятия решений.

#### Россия

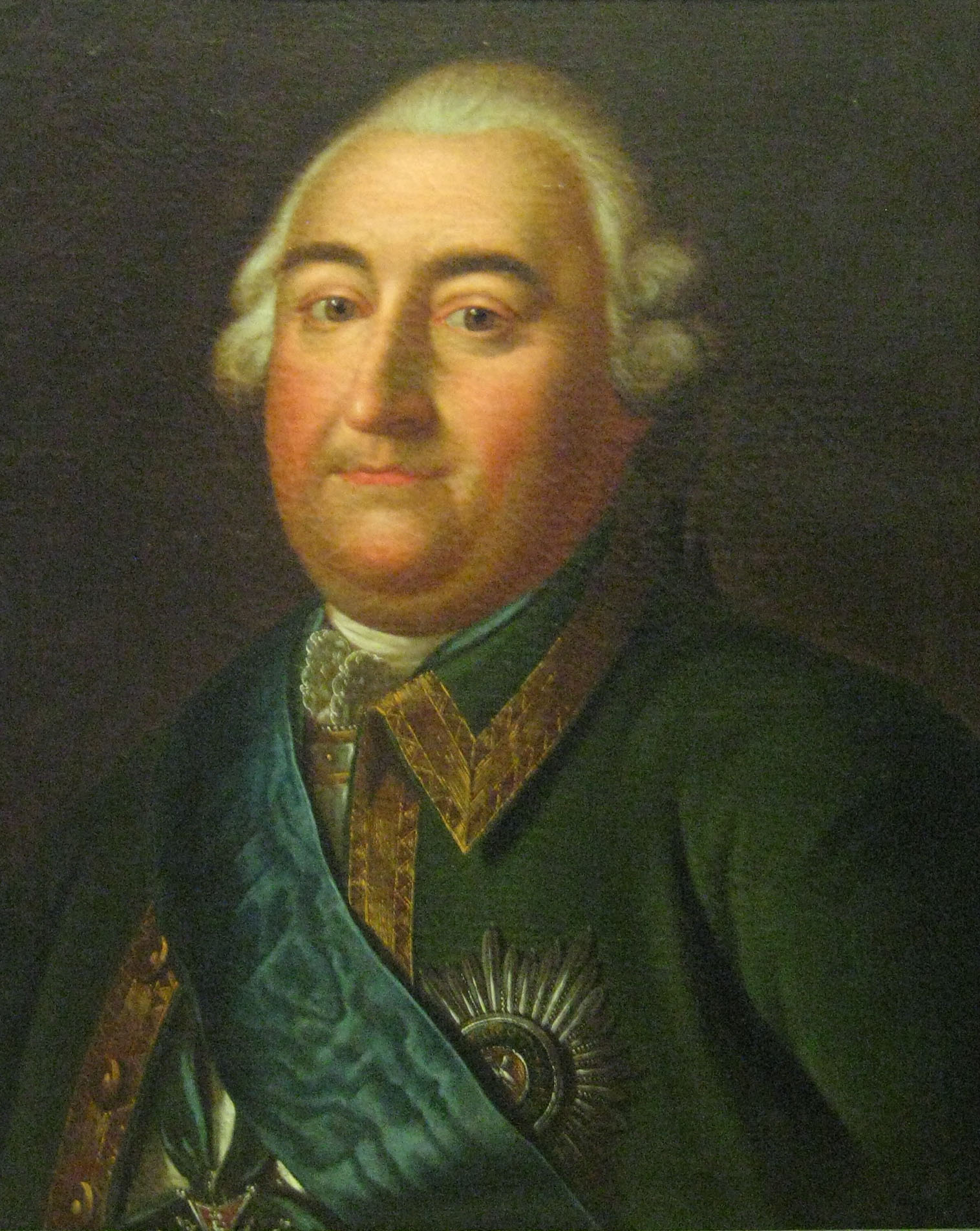
С. Ф. Апраксин

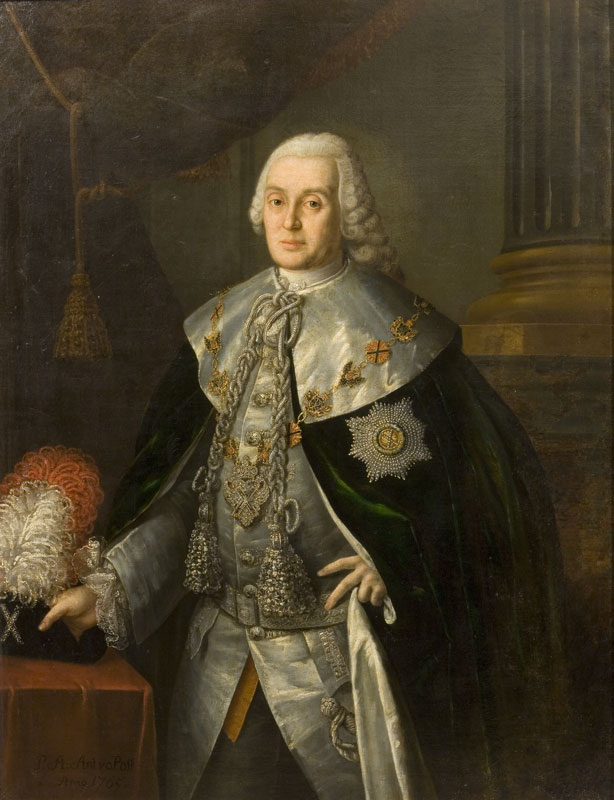
В. В. Фермор

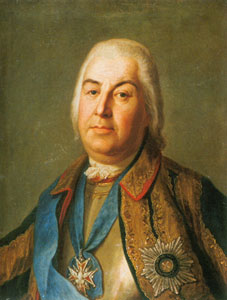
П. С. Салтыков

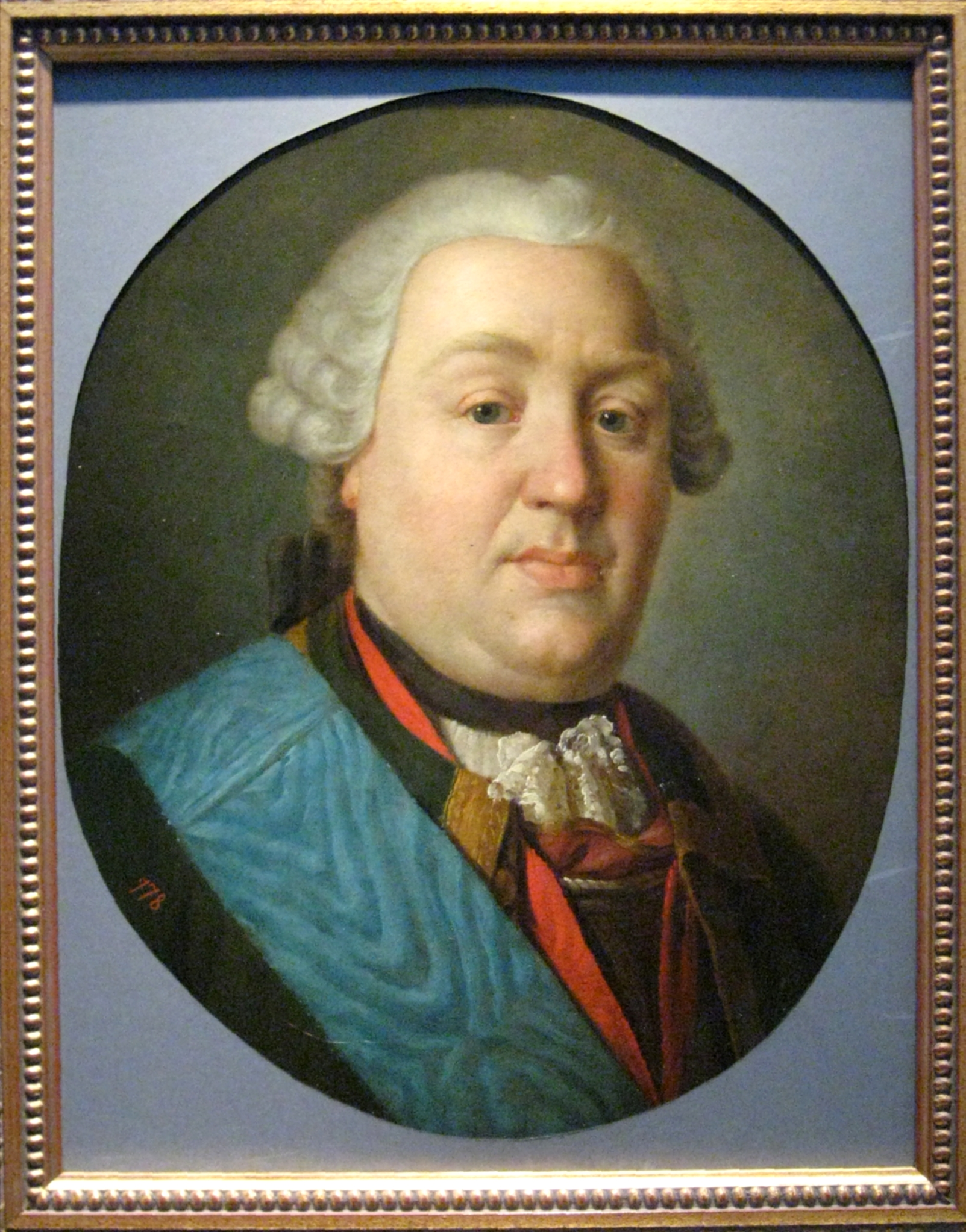
А. Б. Бутурлин

- Степан Фёдорович Апраксин (1702—1758), 1757 год, снят в результате отступления из Восточной Пруссии после победы при Гросс-Егерсдорфе и отдан под суд
- Виллим Виллимович Фермор (1702—1771), 1758 — май 1759 года, заменён Салтыковым, которого впоследствии, в 1760 году, уже сам Фермор временно замещал на посту главнокомандующего, когда тот заболел. И, именно при этом замещении, русскими войсками на непродолжительное время был занят Берлин.
- Пётр Семёнович Салтыков (1698—1772), 1759—1760 годы, получил отставку по болезни, но в конце 1761 г. снова поставлен во главе армии и выводил её в Россию при Екатерине II.
- Александр Борисович Бутурлин (1694—1767), 1760—1761 годы.

К этому списку необходимо добавить имя графа З. Г. Чернышёва, возглавившего русский корпус, действовавший отдельно от русской армии в составе австрийской в 1761 г., а при Петре III в 1762 г. — в составе прусской армии, а также П. А. Румянцева, в 1761 г. со своим корпусом самостоятельно проводившего длительную осаду прусской крепости Кольберг.
Над русскими главнокомандующими стояла Конференция при Высочайшем дворе, орган, по своим функциям аналогичный гофкригсрату. Прежняя точка зрения, что конференц-министры, елизаветинские вельможи, в большинстве являвшиеся дилетантами в военном деле, немало затрудняли им жизнь своим руководящим вмешательством в дело ведения войны, ныне оспаривается.

#### Франция
- Луи-Шарль-Цезарь Ле Телье, герцог д’Эстре (1695—1771), начальный этап войны, должен был уступить командование герцогу Ришельё в результате интриг, позднее, на заключительном этапе войны, был короткое время вторым командующим, наряду с принцем Субизом
- Герцог Ришельё (1696—1788), начальный этап войны
- Луи де Бурбон-Конде, граф Клермон (1709—1771), 1758 год, снят в результате поражения при Крефельде
- Луи Жорж Эразм, маркиз де Контад (1704—1793), 1758—1759, снят за поражение при Миндене
- Виктор-Франсуа, герцог де Брольи (1718—1804), 1759, снят в результате интриг мадам Помпадур
- Шарль де Роган, принц де Субиз (1715—1787), 1759—1763.

Французским главнокомандующим приходилось считаться ещё и с фаворитками французского короля.
Семилетняя война принесла известность целому ряду талантливых военачальников «второго звена», таких, как в России — Румянцев, в Пруссии — Зейдлиц, Цитен, Генрих Прусский, в Австрии — Ласси, Лаудон, Хадик, участие в ней явилось боевым крещением для Суворова. В Семилетней войне воевали такие впоследствии ставшие известными люди, как Болотов, Емельян Пугачёв.

## Итоги войны
Вслед за Россией 22 мая 1762 года был подписан предварительный мирный договор между Пруссией и Францией, а 24 ноября — перемирие между Пруссией и Австрией. В начале 1763 года Семилетняя война завершилась в результате полного истощения воюющих сторон.

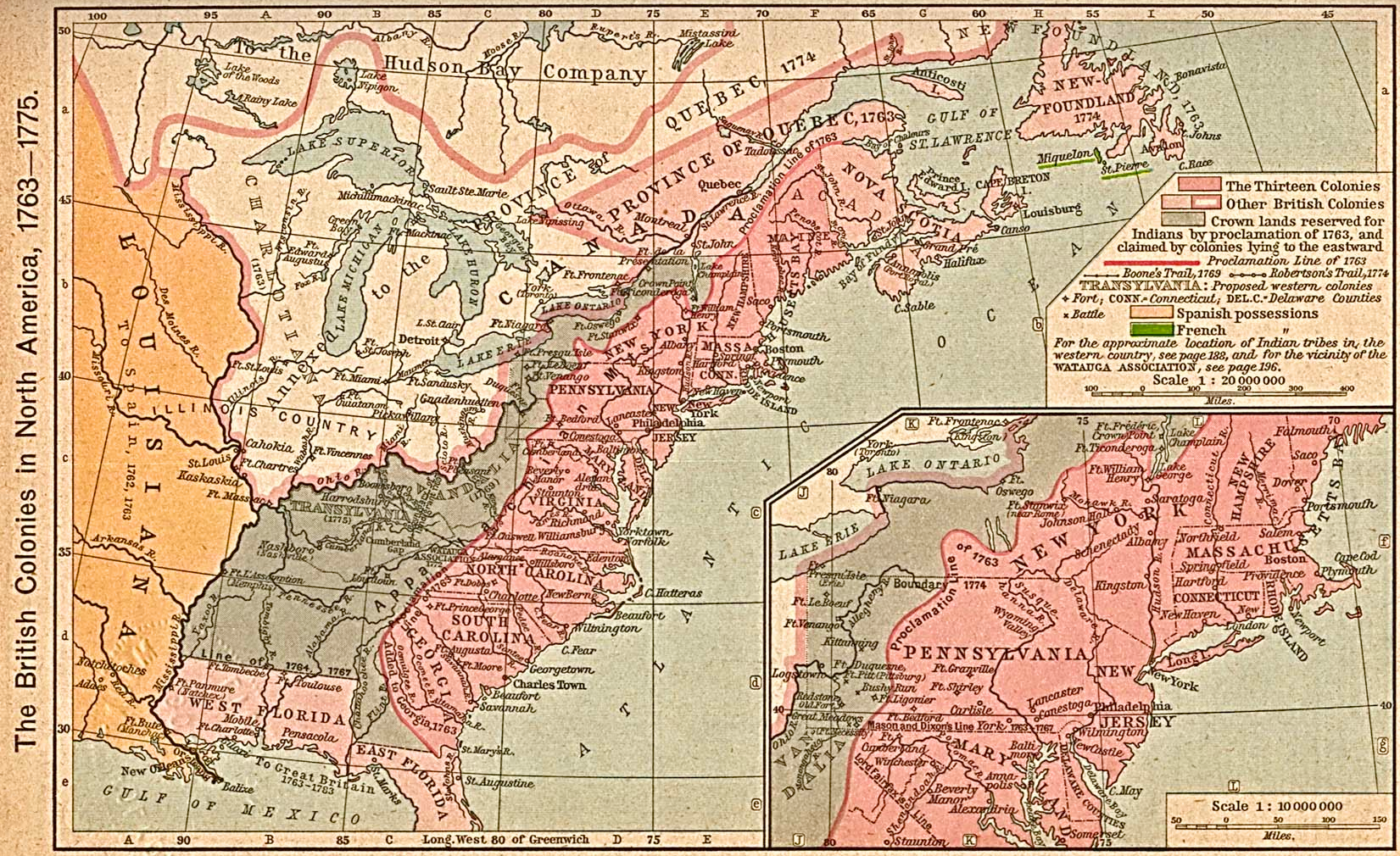
Британские колонии в Северной Америке после Семилетней войны

10 февраля между Великобританией и Францией был заключён Парижский мирный договор. Франция уступала Англии Канаду, Восточную Луизиану, некоторые острова Карибского моря, а также основную часть своих колоний в Индии. Война покончила с могуществом Франции в Америке, Франция потеряла почти все свои колониальные владения, а Великобритания приобрела статус доминирующей колониальной державы. Франция уступила Испании Западную Луизиану (возвращена в 1800 году), Испания уступила Англии Флориду (потеряна в результате войны за независимость США).
15 февраля 1763 года Пруссия подписала с Австрией и Саксонией Губертусбургский мирный договор, подтвердивший права Пруссии на Силезию и графство Глац (ныне город Клодзко в Нижнесилезском воеводстве Польши).
Война окончилась победой англо-прусской коалиции. В итоге войны Пруссия окончательно входит в круг ведущих европейских держав. Начинается процесс, завершившийся в конце XIX века объединением немецких земель во главе с Пруссией.
Силезские войны установили внешнюю политику Пруссии на целое столетие. Начиная с Первой Силезской войны и за исключением короткого периода наполеоновских войн она, вплоть до 1866 года, является враждебной Австрии, в то же время прусские короли ищут поддержки России. Курс на сближение с Россией был проложен Фридрихом II вскоре после окончания Семилетней войны (1762 год).
Россия, благодаря Петру III (и Екатерине II), не приобрела в этой войне ничего, кроме бесценного опыта. Школу Семилетней войны прошли почти все военачальники Екатерининского времени, она тем самым подготовила блестящее в военном отношении царствование Екатерины.
Вторым результатом войны явилось упрочение влияния России на европейские дела, ибо тогда в международных отношениях решающий вес имела позиция государства, располагающего наибольшей военной силой. В качествах Русской императорской армии, единственной армии антипрусской коалиции, имевшей, по результатам сражений с пруссаками, позитивный баланс, Европа за это время смогла убедиться.
Подытоживая действия русских главнокомандующих, С. М. Соловьёв писал:

Все четверо отличались одним характером и одинаковым способом действий. Все четверо достигли важных военных чинов по линии, все четверо не имели способности главнокомандующего; они шли медленно на помочах конференции, двигались в указанном направлении: встретят неприятеля, выдержат его натиск, отобьются, а иногда после сражения увидят, что одержали великую победу, в пух разбили врага; но это нисколько не изменит их взгляда на свои обязанности, нисколько не изменит их способа действий, не даст им способности к почину; они не сделают ни шагу, чтоб воспользоваться победою, окончательно добить неприятеля, по-прежнему ждут указа с подробным планом действий… Вот почему историк, внимательно изучивший весь ход прусской войны, не станет повторять слуха, пущенного из французского посольства в Петербурге, что Апраксин отступил к границам после победы, потому что получил от Бестужева известие о болезни императрицы; а все преемники его по каким письмам делали то же самое? Тут не было и тени военного искусства, военных способностей и соображений; война производилась первобытным способом: войско входило в неприятельскую землю, дралось с встретившимся неприятелем и осенью уходило назад. В Петербурге в конференции хорошо понимали это и писали: «Прямое искусство генерала состоит в принятии таких мер, которым бы ни время, ни обстоятельства, ни движения неприятельские препятствовать не могли». Но этому искусству ни Апраксину, ни Фермору, ни Салтыкову, ни Бутурлину нельзя было выучиться из присылаемых к ним рескриптов.

### Потери воюющих держав

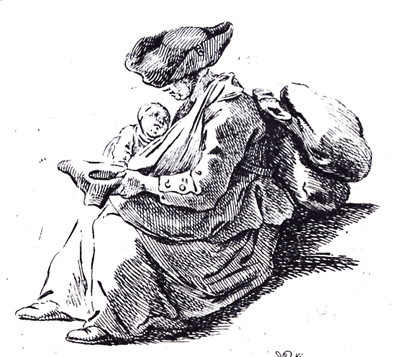
Солдатская вдова

- Австрия — 400 000 солдат (из них 93 000 умерло от болезней)[31].
- Франция — 350 000 солдат[31].
- Пруссия — 262 500 человек[31]. (из них 30 тысяч гражданских)[32].
- Россия — от 60[33] до 138 тысяч[32].
- Англия — 135 000 (из них 60 000 умерло от болезней)[34].
- Испания — 34 000[35].

В целом за войну было убито более 650 000 солдат и до 860 000 мирных жителей (из последних почти все — подданные Австрии). Общие потери составили 1 510 000 человек. Хотя эти данные неточны — многие историки (в частности, немецкие и австрийские) считают, что потери в войне могли быть более 2 миллионов человек.

## Последствия войны
Выросший в результате военных действий 1756—1763 гг. почти в 2 раза государственный долг Великобритании (по одним данным, с 53 млн до 140 млн фунтов стерлингов; по другим, с 74 млн до 133 млн ф. ст., что является более вероятным) стал причиной усиленной эксплуатации американских колоний, что привело к началу их войны за независимость.

## О причинах успеха Пруссии
После войны Фридрих подытожил причины, не позволившие его противникам раздавить Пруссию, хотя при их превосходстве в силе они вполне могли это сделать. Причин было, по его мнению, три:
- Несогласие между союзниками, различие интересов, не позволявшее им договориться о совместных военных действиях;
- Коварство Венского двора, предпочитавшего воевать чужой кровью;
- Смерть Елизаветы Петровны, отпадение русских от коалиции и заключённый Петром III с Пруссией союз.

В 1779 году, инструктируя вновь назначенного посла перед его отъездом в Санкт-Петербург, Фридрих, по свидетельству мемуариста, произнёс: «Я никогда не перестану оплакивать Петра III. Он был моим другом и спасителем. Без него я должен был бы проиграть». И при этих словах прусский король прослезился.

## Боевое расписание
Пехота:
- 1-й гренадерский полк (2)
- 2-й гренадерский полк (2)
- 3-й гренадерский полк (2)
- 4-й гренадерский полк (2)
- Апшеронский мушкетёрский полк (2 батальона и 2 гренадерские роты)
- Архангелогородский мушкетёрский полк (2 батальона и 2 гренадерские роты)
- Азовский мушкетёрский полк (2 батальона и 2 гренадерские роты)
- Белозёрский мушкетёрский полк (2 батальона и 2 гренадерские роты)
- Казанский мушкетёрский полк (2 батальона и 2 гренадерские роты)
- Киевский мушкетёрский полк (2 батальона и 2 гренадерские роты)
- 2-й Московский мушкетёрский полк (2 батальона и 2 гренадерские роты)
- Нарвский мушкетёрский полк (2 батальона и 2 гренадерские роты)
- Нижегородский мушкетёрский полк (2 батальона и 2 гренадерские роты)
- Низовский мушкетёрский полк (2 батальона и 2 гренадерские роты)
- Новгородский мушкетёрский полк (2 батальона и 2 гренадерские роты)
- Пермский мушкетёрский полк (2 батальона и 2 гренадерские роты)
- Псковский мушкетёрский полк (2 батальона и 2 гренадерские роты)
- Санкт-Петербургский мушкетёрский полк (2 батальона и 2 гренадерские роты)
- Ростовский мушкетёрский полк (2 батальона и 2 гренадерские роты)
- Сибирский мушкетёрский полк (2 батальона и 2 гренадерские роты)
- Тобольский мушкетёрский полк (2 батальона и 2 гренадерские роты)
- Черниговский мушкетёрский полк (2 батальона и 2 гренадерские роты)
- Углицкий мушкетёрский полк (2 батальона и 2 гренадерские роты)
- Вятский мушкетёрский полк (2 батальона и 2 гренадерские роты)
- Вологодский мушкетёрский полк (2 батальона и 2 гренадерские роты)
- Выборгский мушкетёрский полк (2 батальона и 2 гренадерские роты)

Обсервационный корпус:
- Гренадерский полк (2)
- 1-й мушкетёрский полк (3)
- 3-й мушкетёрский полк (3)
- 4-й мушкетёрский полк (3)
- 5-й мушкетёрский полк (3)

Кавалерия:
- Лейб-Кирасирский Его Высочества Наследника Цесаревича и Великого Князя Павла Петровича полк (5)
- 3-й кирасирский полк (5)
- Казанский кирасирский полк (3)
- Киевский кирасирский полк (3)
- Новотроицкий кирасирский полк (3)
- Каргопольский конногренадерский полк (3)
- Нарвский конногренадерский полк (3)
- Санкт-Петербургский конногренадерский полк (3)
- Рязанский конногренадерский полк (3)
- Архангелогородский драгунский полк (4)
- Тобольский драгунский полк (4)
- Грузинский гусарский полк (5)
- Сербский гусарский полк (5)
- Венгерский гусарский полк (5)
- Новосербский гусарский полк (5)
- Славяносербские гусары (5)
- Жёлтые гусары (2)
- Чугуевский казачий полк
- 4500 донских казаков под командованием бригадира Краснощёкова

Артиллерия:
- 201 полевых пушек (включая 60 пушек секретного гаубичного корпуса)
- l56 полковых пушек, включая 18 с кавалерией)[40]

Пехота:
- 1-й гренадерский полк (2)
- 2-й гренадерский полк (2)
- 3-й гренадерский полк (2)
- 4-й гренадерский полк (2)
- Апшеронский мушкетёрский полк (2 батальона и 2 гренадерские роты)
- Архангелогородский мушкетёрский полк (2 батальона и 2 гренадерские роты)
- Азовский мушкетёрский полк (2 батальона и 2 гренадерские роты)
- Белозёрский мушкетёрский полк (2 батальона и 2 гренадерские роты)
- Бутырский мушкетёрский полк (2 батальона и 2 гренадерские роты)
- Казанский мушкетёрский полк (2 батальона и 2 гренадерские роты)
- Кексгольмский мушкетёрский полк (2 батальона и 2 гренадерские роты)
- Киевский мушкетёрский полк (2 батальона и 2 гренадерские роты)
- Ладожский мушкетёрский полк (2 батальона и 2 гренадерские роты)
- 2-й Московский мушкетёрский полк (2 батальона и 2 гренадерские роты)
- Муромский мушкетёрский полк (2 батальона и 2 гренадерские роты)
- Нарвский мушкетёрский полк (2 батальона и 2 гренадерские роты)
- Невский мушкетёрский полк (2 батальона и 2 гренадерские роты)
- Нижегородский мушкетёрский полк (2 батальона и 2 гренадерские роты)
- Низовский мушкетёрский полк (2 батальона и 2 гренадерские роты)
- Новгородский мушкетёрский полк (2 батальона и 2 гренадерские роты)
- Пермский мушкетёрский полк (2 батальона и 2 гренадерские роты)
- Псковский мушкетёрский полк (2 батальона и 2 гренадерские роты)
- Санкт-Петербургский мушкетёрский полк (2 батальона и 2 гренадерские роты)
- Рязанский мушкетёрский полк (2 батальона и 2 гренадерские роты)
- Ростовский мушкетёрский полк (2 батальона и 2 гренадерские роты)
- Сибирский мушкетёрский полк (2 батальона и 2 гренадерские роты)
- Шлиссельбургский мушкетёрский полк (2 батальона и 2 гренадерские роты)
- Смоленский мушкетёрский полк (2 батальона и 2 гренадерские роты)
- Суздальский мушкетёрский полк (2 батальона и 2 гренадерские роты)
- Троицкий мушкетёрский полк (2 батальона и 2 гренадерские роты)
- Черниговский мушкетёрский полк (2 батальона и 2 гренадерские роты)
- Углицкий мушкетёрский полк (2 батальона и 2 гренадерские роты)
- Вятский мушкетёрский полк (2 батальона и 2 гренадерские роты)
- Вологодский мушкетёрский полк (2 батальона и 2 гренадерские роты)
- Воронежский мушкетёрский полк (2 батальона и 2 гренадерские роты)
- Выборгский мушкетёрский полк (2 батальона и 2 гренадерские роты)
- Курский мушкетёрский полк (1)
- Нашебургский мушкетёрский полк (1)

Кавалерия:
- Лейб-Кирасирский Его Высочества Наследника Цесаревича и Великого Князя Павла Петровича полк (5)
- 3-й кирасирский полк (5)
- Лейб-кирасирский полк (4)
- Казанский кирасирский полк (3)
- Киевский кирасирский полк (3)
- Новотроицкий кирасирский полк (3)
- Каргопольский конногренадерский полк (3)
- Нарвский конногренадерский полк (3)
- Санкт-Петербургский конногренадерский полк (3)
- Рязанский конногренадерский полк (3)
- Рижский конногренадерский полк (3)
- Архангелогородский драгунский полк (3)
- Нижегородский драгунский полк (3)
- Тобольский драгунский полк (3)
- Тверской драгунский полк (3)
- Грузинский гусарский полк (5)
- Молдавский гусарский полк (5)
- Сербский гусарский полк (5)
- Венгерский гусарский полк (5)
- Хорватский гусарский полк (5)
- Чугуевский казачий полк (5)
- Донские казаки (8 полков, всего 40 сотен)

Артиллерия:
- 1-я бригада — тяжёлые пушки
- 2-я бригада — полковые пушки пехоты и кавалерии
- Бомбардирский полк — парковые и пехотные пушки
- 1-й фузилёрный полк (гренадерский артиллерийский полк) — 9 рот
- 2-й фузилёрный полк (мушкетёрский артиллерийский полк) — 9 рот
- Резервный фузилёрный полк — 3 рот
- 108 тяжёлых полевых пушек
- 46 гаубиц
- 148 пехотных полковых пушек
- 24 кавалерийские полковые пушки
- 4 полковых орудия с гусарами
- 18 полковых орудий с казаками

Всего: 74000 человек